# Société des transports en commun de la région parisienne
La Société des transports en commun de la région parisienne (STCRP), est la société qui a exploité les transports de voyageurs en surface dans l'ancien département de la Seine de 1921 à 1941, pour le compte de cette collectivité.
La STCRP modernisa le réseau de tramways, puis organisa son remplacement par une desserte en autobus. Le dernier tramway exploité par la STCRP est supprimé en 1938.
La STCRP est absorbée le 1er janvier 1942 par la Compagnie du chemin de fer métropolitain de Paris, qui exploitera l'ensemble du réseau de métro et de bus de Paris et de sa banlieue jusqu'à la création de la Régie autonome des transports parisiens, après la Libération.

## Historique

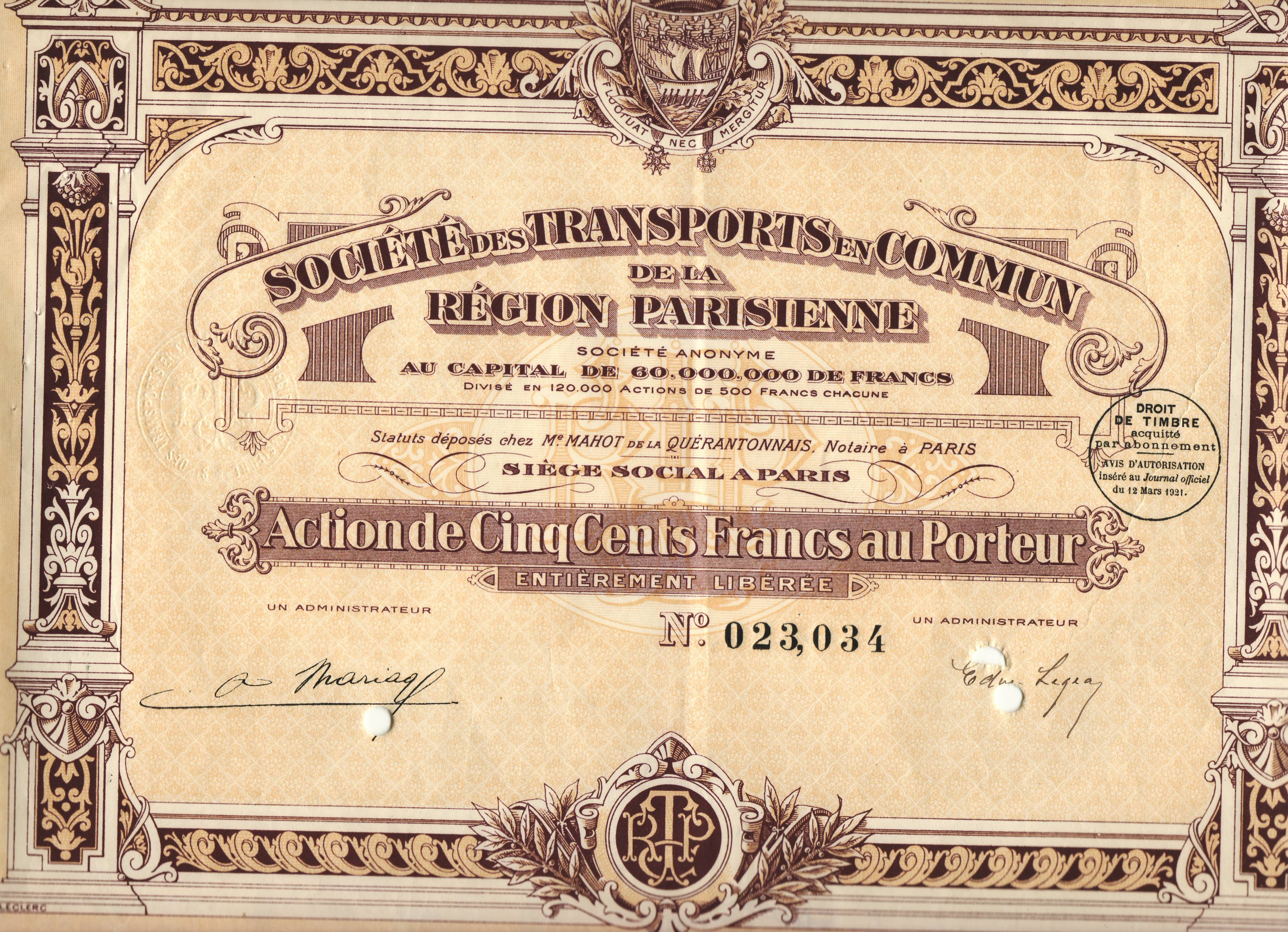
Action de la STCRP.

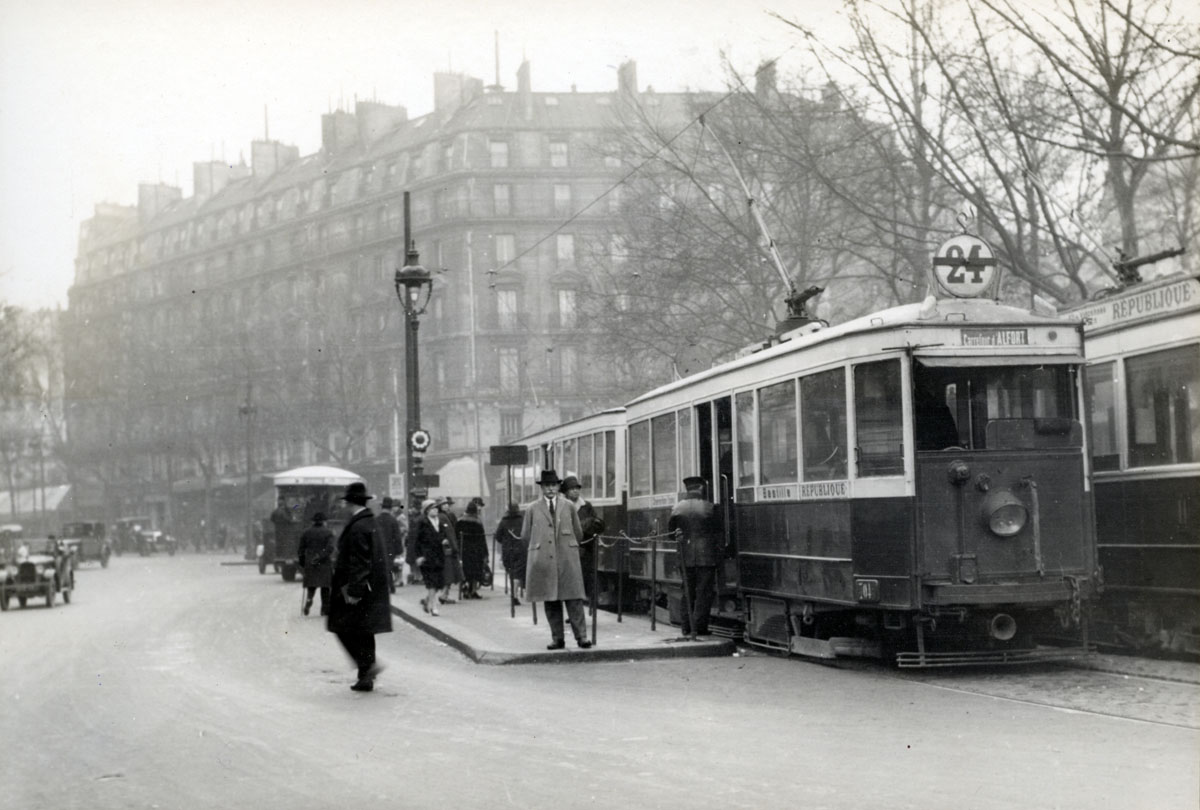
Le tram 24 pour Maison-Alfort.

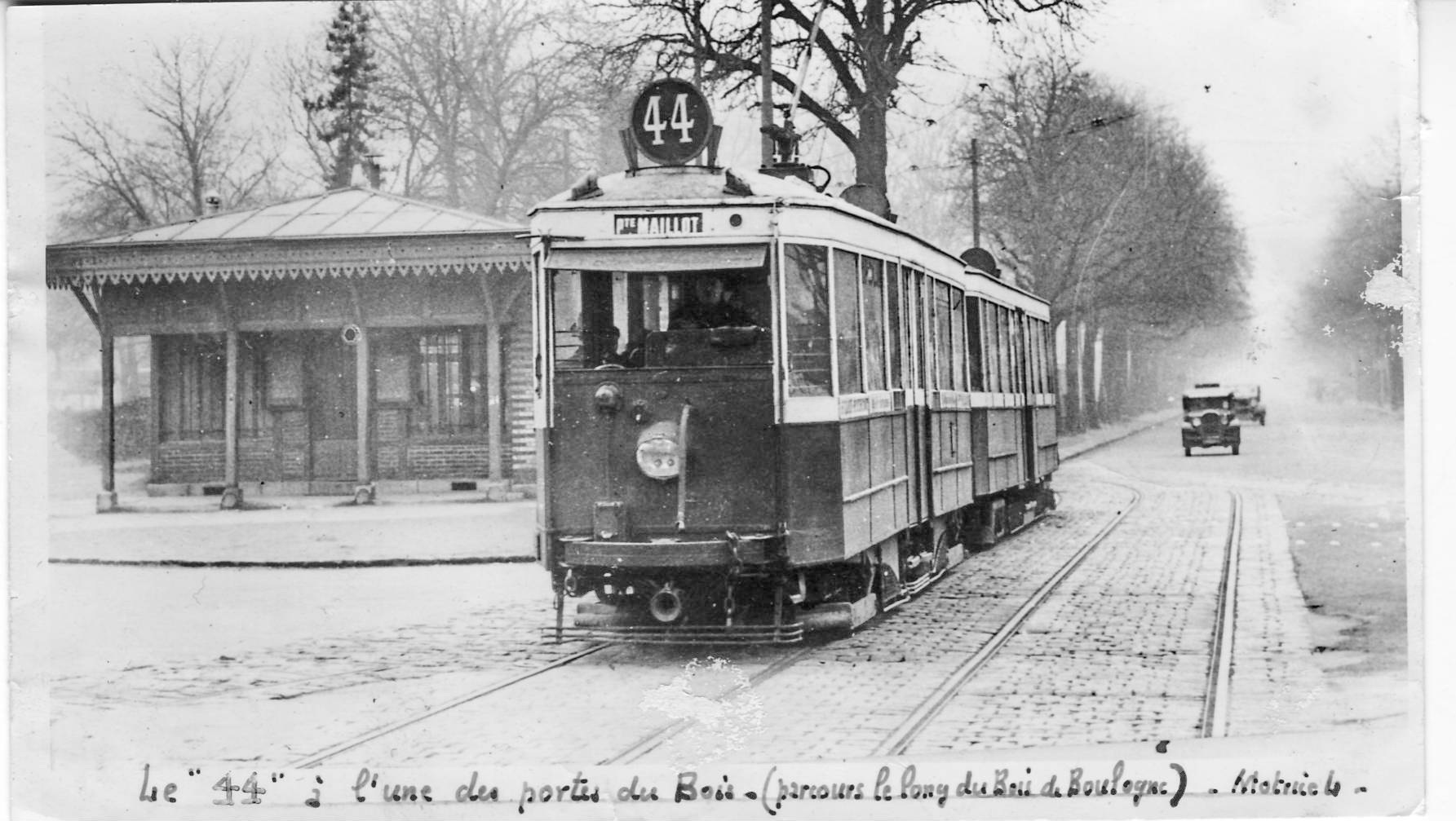
Rame de la STCRP à l'entrée du Bois de Boulogne, tractée par une motrice type L.

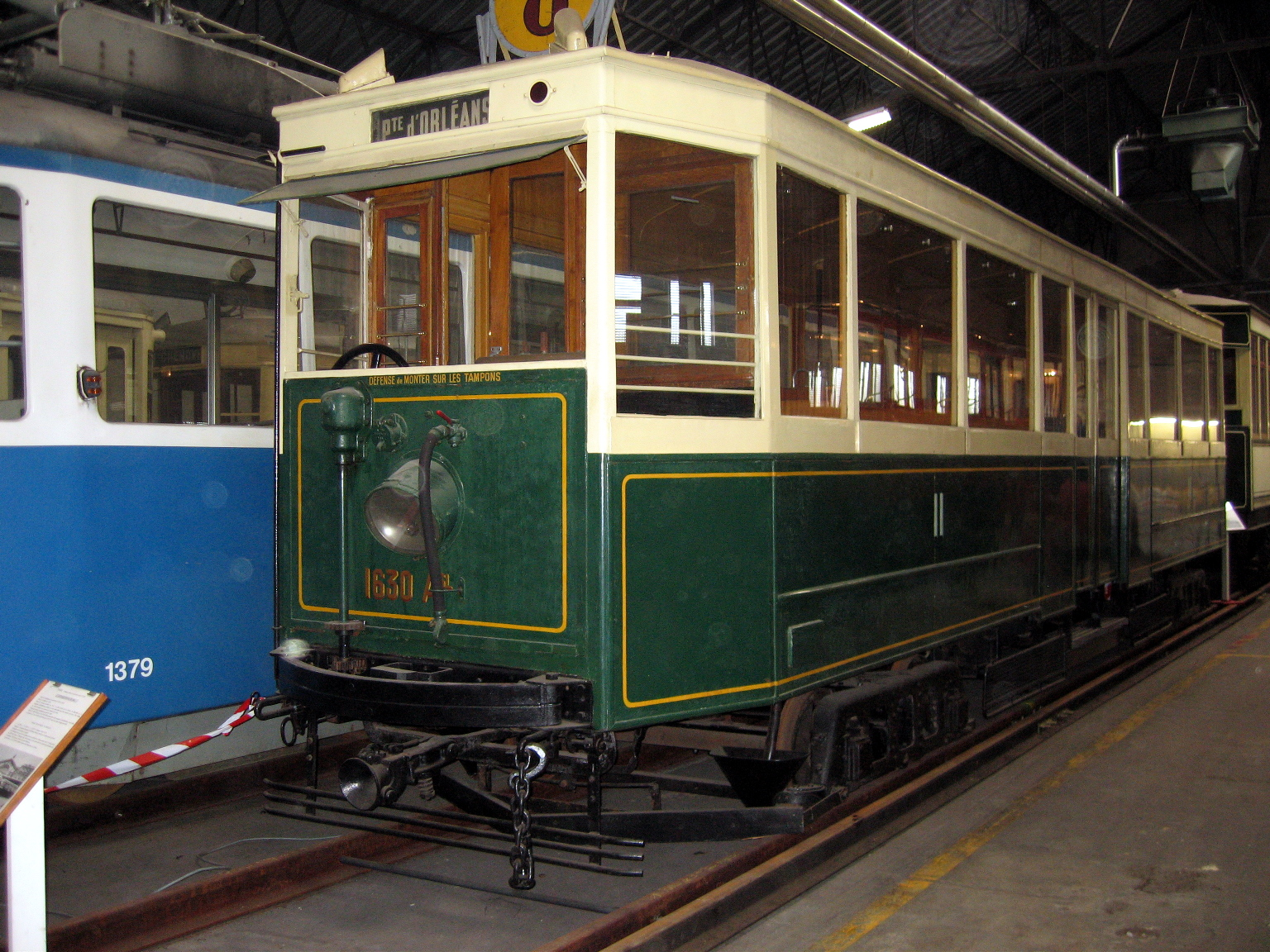
Tramway historique, type Attelage Asl, no 1630, conservé par l'AMTUIR.

À la fin de la Première Guerre mondiale, les six compagnies qui exploitent les transports de surface (bus et tramway) par concession de la ville de Paris et du département de la Seine sont financièrement exsangues.
Il s'agit : 
- de la Compagnie générale des omnibus (CGO) ;
- des Compagnie des tramways de Paris et du département de la Seine (TPDS) ;
- de la Compagnie générale parisienne de tramways (CGPT) ;
- de la Compagnie des tramways de l'Est parisien (EP) ;
- des Chemins de fer nogentais (CFN) ;
- de la Compagnie électrique des tramways de la rive gauche de Paris (RG).

Les concessions de ces compagnies ainsi que tous leurs biens mobiliers et immobiliers sont rachetés par le département de la Seine qui devient ainsi l'autorité de tutelle des transports parisiens à partir du 1er janvier 1921. Celle-ci confie l'exploitation du réseau à la Société des transports en commun de la région parisienne (STCRP).
Lors de sa création, la STCRP exploite cent-douze lignes de tramway, numérotées de 1 à 128, formant un réseau de 960 kilomètres.
Elle reste marquée par la culture de la CGO, dont elle conserve le directeur, André Mariage. La STCRP n'est pas un organisme public, comme le sera la RATP, mais une société privée du groupe Empain titulaire d'une concession sous la forme d'affermage en régie intéressée du département de la Seine (qui encaisse les bénéfices et couvre les déficits).

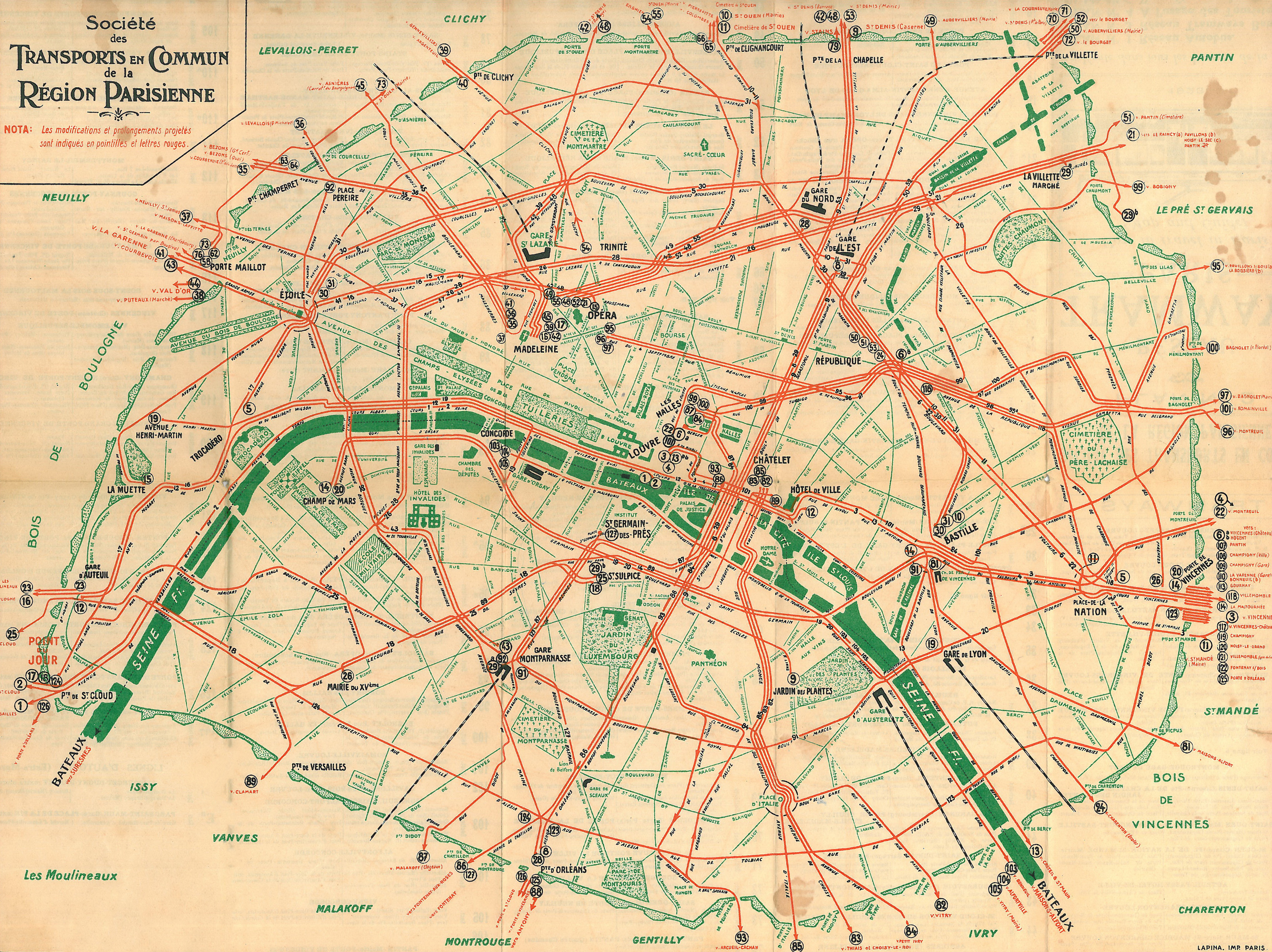
Plan du réseau de tramways parisiens de la STCRP en 1923.

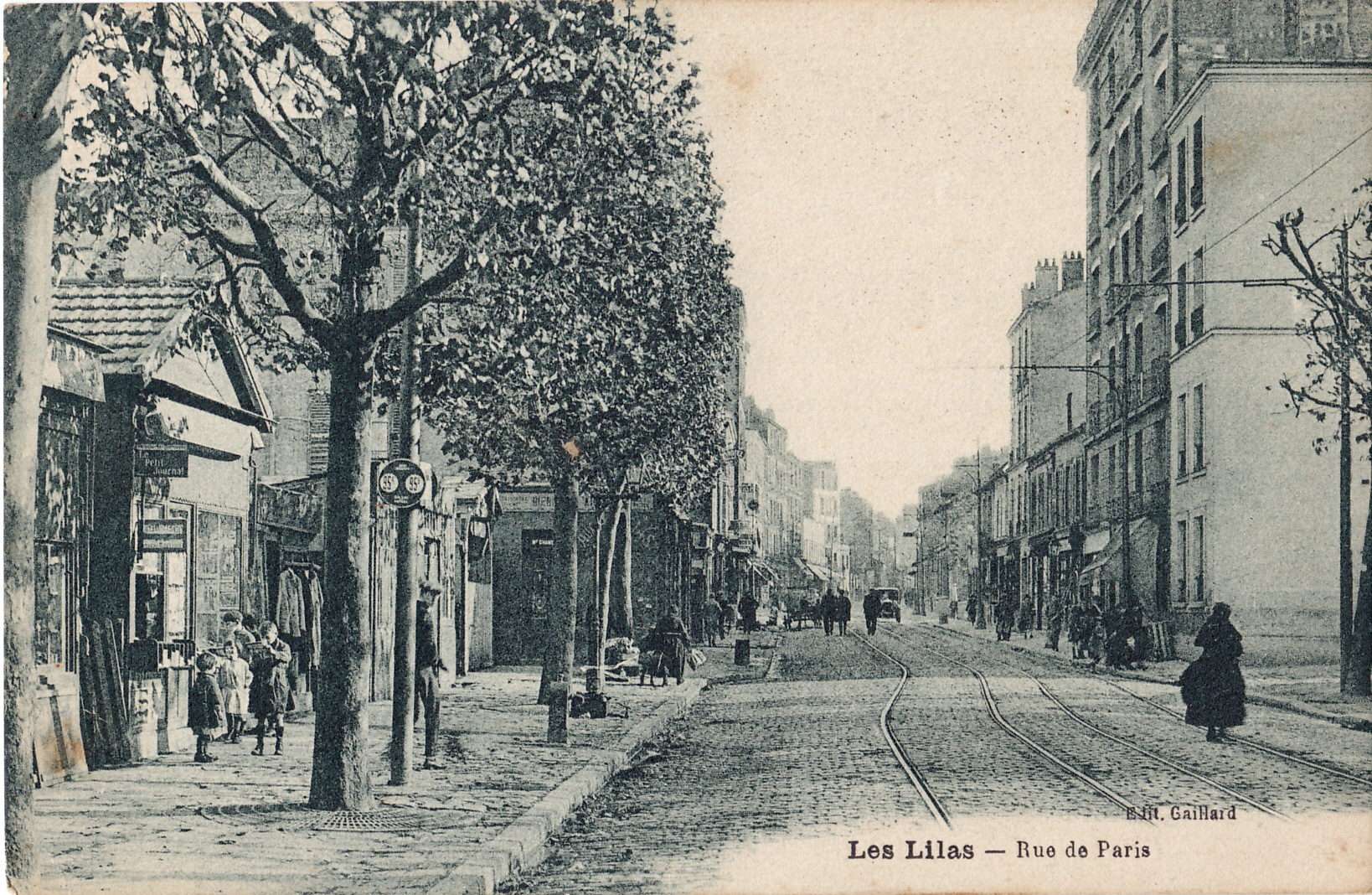
Potelet d'arrêt des lignes 95a et 95b aux Lilas, à gauche du cliché.

La STCRP obtient la régie des transports de surface pour 30 ans, du 1er janvier 1921 au 31 décembre 1950, et un avenant à cette concession lui confiera l'exploitation des navettes fluviales, supprimées depuis 1917. Ce service commence le 4 août 1921.
Une nouvelle numérotation des lignes de tramways (y compris des projets qui ne verront jamais le jour) est mise en place avec :
- les indices 1 à 34, pour les ex-lignes de la CGO ;
- les indices 35 à 80, pour les ex-lignes des TPDS ;
- les indices 81 à 94, pour les ex-lignes de la CGPT [3];
- les indices 95 à 112, pour les ex-lignes de l'EP ;
- les indices 113 à 122, pour les ex-lignes des CFN ;
- les indices 123 à 126, pour les ex-lignes de la RG[4].

En 1922 et 1924, la STCRP absorbe :
- le Chemin de fer du bois de Boulogne (CFBB) qui devient la ligne 44 ;
- le Chemin de fer Paris - Arpajon (PA) dont la partie électrifiée devient le 88 ;
- la Compagnie des tramways de l'ouest parisien (OP) dont les lignes sont numérotées 32, 80 et 128.

La nouvelle société va moderniser son réseau, qui fait face à la concurrence du chemin de fer en banlieue et du métro à Paris. Le parc de tramway et de bus est modernisé et unifié.
Compte tenu des capacités croissantes des autobus et de l'encombrement des rues de Paris, la STCRP abandonne le tramway en commençant par quelques lignes à partir de 1925 puis de façon massive de 1933 à 1937. En 1938, il subsiste une seule ligne (le 112 gare du Raincy - Montfermeil) qui est supprimée le 14 août.
En septembre 1938, lors de la mobilisation partielle liée à la crise des Sudètes, la STCRP fournit à l'Armée de terre française six compagnies de transport (chacune à quatre sections de vingt autobus), avec leurs chauffeurs, renforcés de taxis et de motos de réquisition. Les accords de Munich mènent à leur démobilisation dès octobre 1938. En août 1939, la STCRP fournit à la mobilisation générale dix-huit compagnies de transport, prêtes en 36 h. La STCRP continuera de fournir des autobus pendant la bataille de France tandis qu'à partir de l'automne 1939 ses ateliers sont utilisés pour carrosser des autobus en véhicules d'intendance ou pour remonter les camions américains Dodge VH48.
Le régime de Vichy décidera, par une loi promulguée le 26 juin 1941, d'unifier les transports parisiens à partir du 1er janvier 1942 sous l’égide de la Compagnie du chemin de fer métropolitain de Paris (CMP), qui exploitait le métro, et les deux réseaux sont rendus complémentaires. Dès le 4 août 1941, la tarification devient unique (module « U ») sur les deux réseaux (métro et bus).
Un Conseil des Transports Parisiens se substitue au Comité des Transports Parisiens (créé par décret du 12 novembre 1938, et qui est un des ancêtres de l'actuelle autorité organisatrice de transports en Île-de-France, Île-de-France Mobilités). Six de ses 10 membres étant des représentants du Secrétariat d'État aux Communications, les représentants du Conseil de Paris et du Département de la Seine sont écartés et l'autorité de tutelle devient en fait l'État.
Dirigée par Lucien Nachin, la STCRP a été un des maillons essentiels de la politique de répression des prisonniers, des résistants et des Juifs de 1940 à 1944 : 95 % des déportés juifs ont été transférés en autobus depuis le camp d'internement de Drancy vers les gares du Bourget et de Bobigny en direction des camps d'extermination, ou en amont depuis les gares parisiennes et les divers centres de rétention.
Après la Libération, le nouveau ministre des Transports (René Mayer) écarte la direction de la CMP (dont Pierre Mariage) et la remplace, par un arrêté du 3 janvier 1945, par une Administration Provisoire des Transports Parisiens (APTP) chargée d'assurer le fonctionnement des réseaux avant la mise en place d'un nouveau régime juridique.
Dans le contexte politique agité de l'époque, il faudra trois ans pour arriver à un compromis finalisé par une loi promulguée le 21 mars 1948.
Le 1er janvier 1949, la RATP est créée pour exploiter les réseaux du métro et des autobus parisiens sous la tutelle de l'Office Régional des Transports Parisiens qui remplace le Conseil des Transports Parisiens en intégrant de nouveau les collectivités locales.

## Lignes
Le réseau comprenait des lignes de tramways et des lignes d'autobus.

### Lignes de tramways en 1921
- 1 Louvre - Sèvres - Versailles
- 2 Saint-Cloud - Louvre

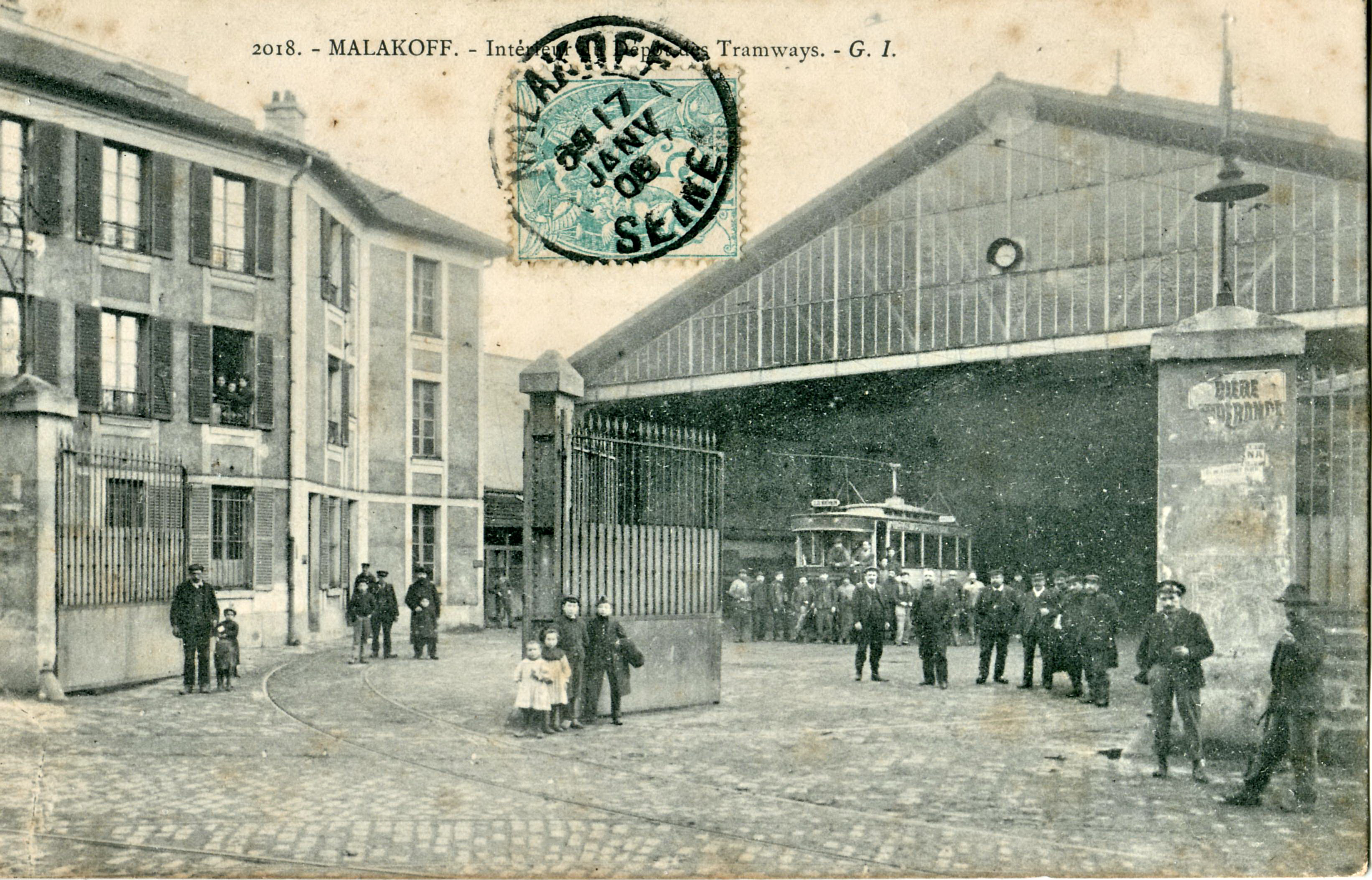
Dépôt de Malakoff, du temps de la CGPT.

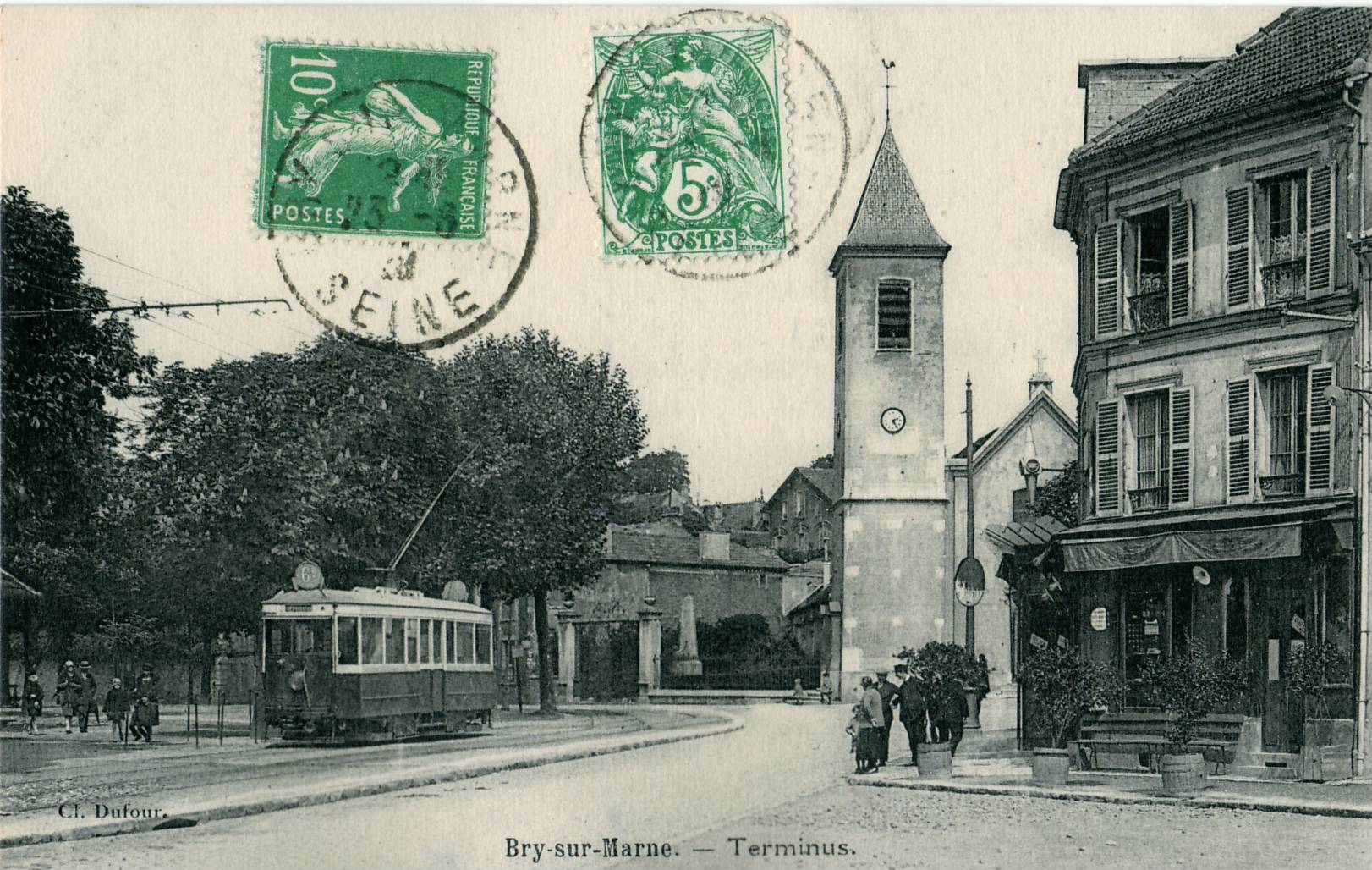
Le 6b circulait en 1930 sur la ligne Place de la République (Paris) - Bry-sur-Marne.

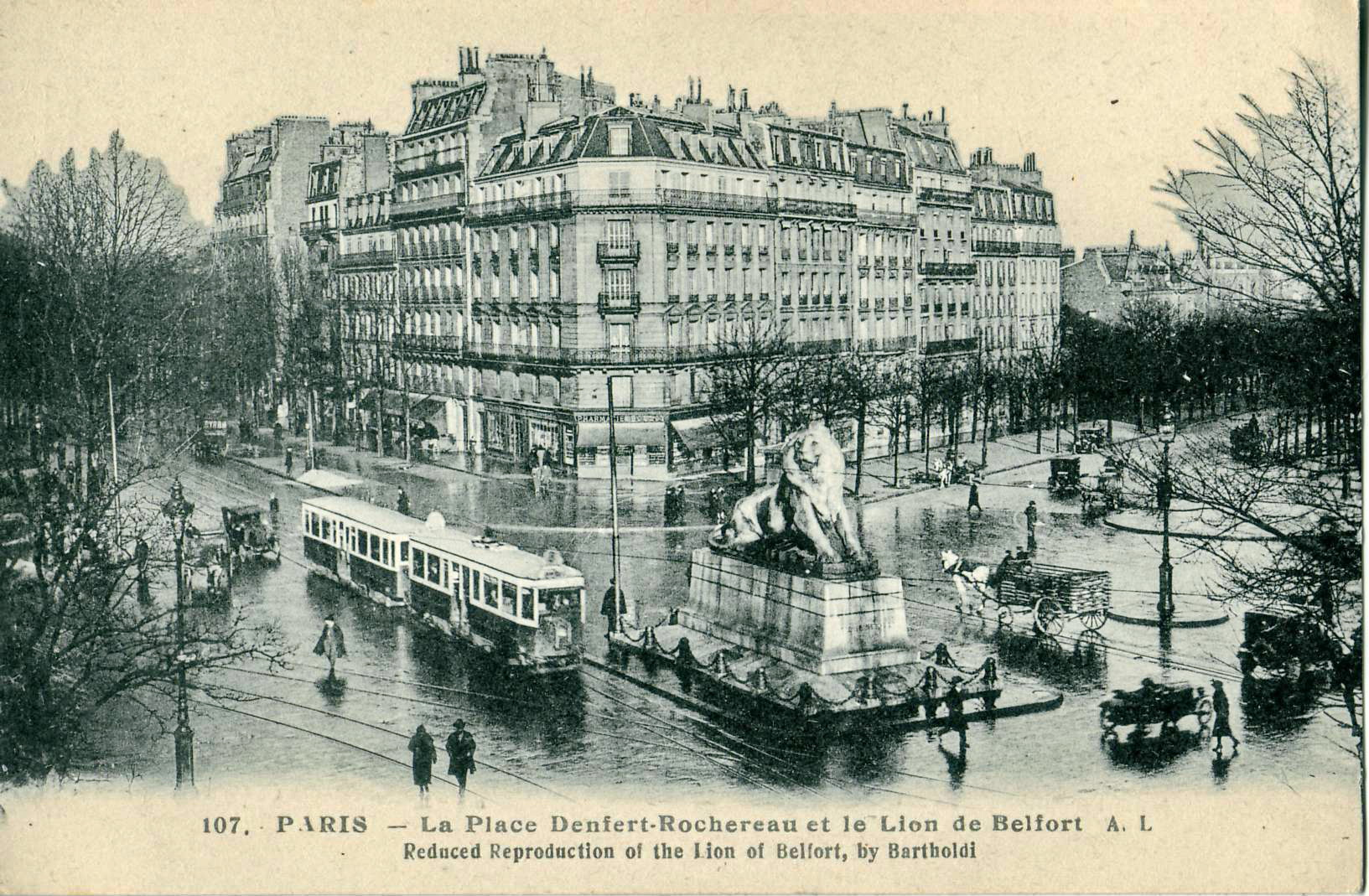
Le 8, sur la place Denfert-Rochereau.

Le 9 devant la gare de l'Est en 1927.

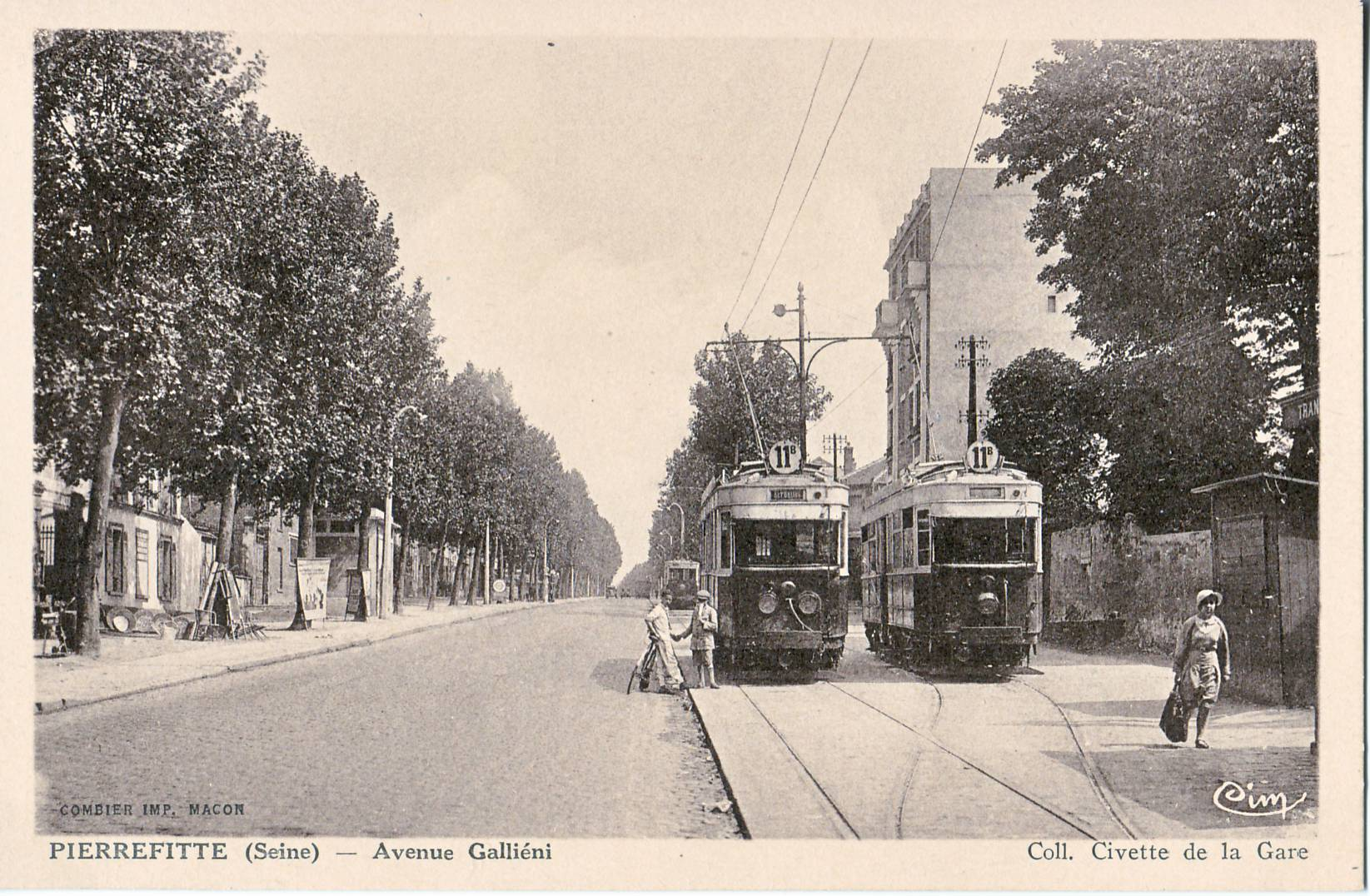
Le terminus du 11b à Pierrefitte.

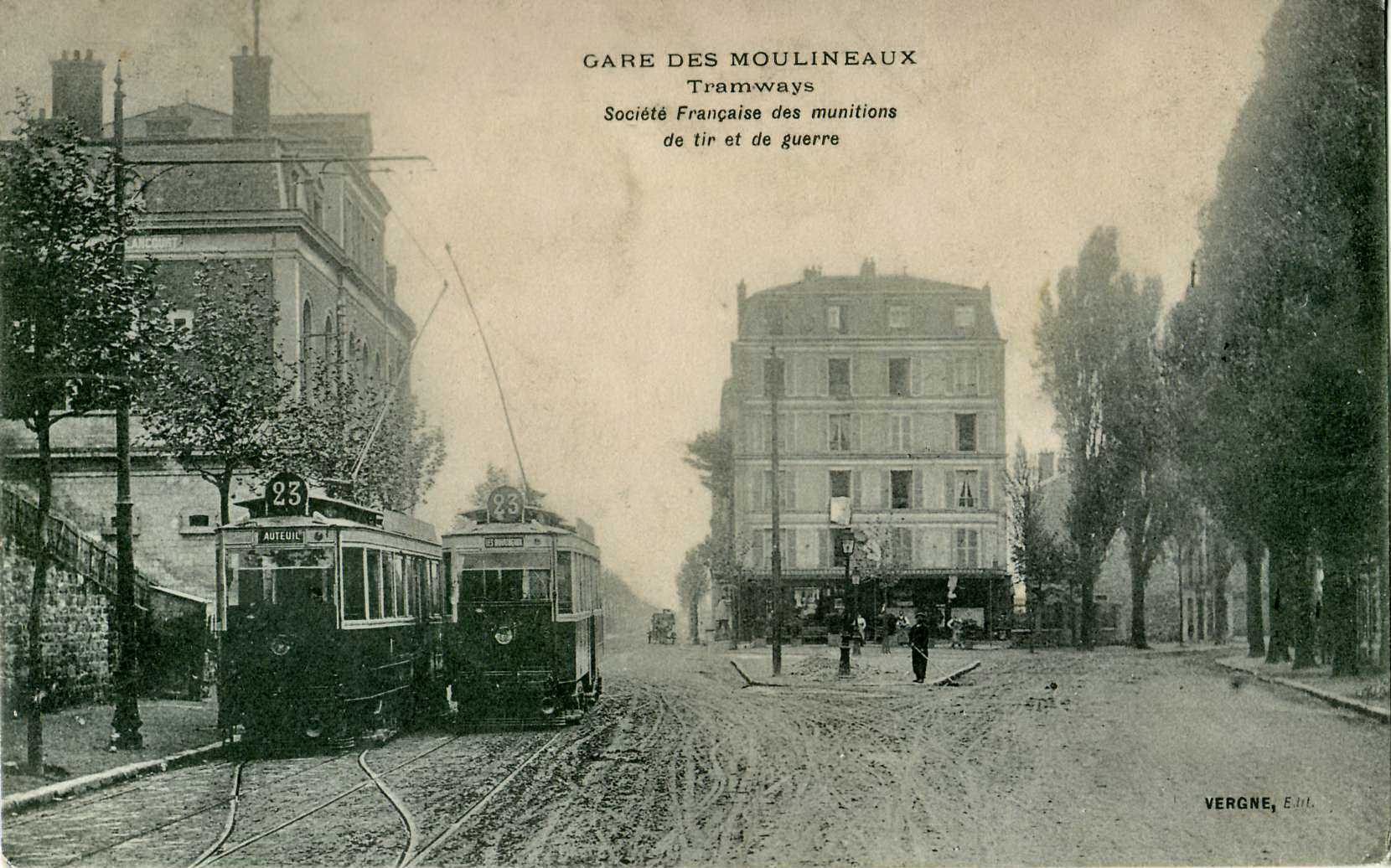
La ligne 23 à la gare des Moulineaux, sur la ligne des Moulineaux, transformée depuis en ligne T2.

- 3 a Fort de Vincennes - Louvre
- 3 b Saint-Mandé - Louvre
- 4 Montreuil - Bastille - Louvre
- 5 Trocadéro - Étoile - Villette
- 6 Porte de Vincennes - Louvre
- 6 b Place de la République (Paris) - Bry-sur-Marne, ligne créée en 1925
- 7 Place Blanche - Villette - Nation
- 8 Montrouge - Gare de l'Est
- 9 La Chapelle - Jardin des Plantes
- 10 Mairie de Saint-Ouen - Bastille
- 11 Cimetière de Saint-Ouen - Nation
- 11 b Pierrefitte - République (semaine seulement)
- 12 Bonneuil (mairie) - Porte de Charenton
- 13 Louvre - Charenton - Créteil
- 14 Bastille - Champ-de-Mars
- 18 Saint-Cloud - Boulogne - Point du Jour - Pasteur - Sèvres - Croix-Rouge - Saint-Sulpice
- 19 Gare de Lyon - Avenue Henri-Martin (Petite Ceinture)
- 20 Porte de Vincennes - Champ-de-Mars
- 21 a Raincy - Opéra
- 21 b Pavillon-sous-Bois - Opéra
- 21 c Noisy-le-Sec - Opéra
- 21 d Pantin - Opéra
- 22 Montreuil - Nation - République - Louvre
- 23 Auteuil - Boulogne - Les Moulineaux
- 24 Maisons-Alfort - Porte de Charenton
- 25 Saint-Cloud - Porte de Saint-Cloud - Marché d'Auteuil - Saint-Sulpice
- 26 Cours de Vincennes - Saint-Augustin
- 28 Montrouge - Saint-Augustin
- 29 Villette - Saint-Sulpice
- 30 Étoile - Place de Clichy - Bastille
- 31 Étoile - Mairie du XVIIIe - Bastille
- 32 Gare d'Auteuil - Porte de Versailles.
- 33 Mairie du XVe - Gare du Nord
- 34 Asnières - Gare d'Austerlitz, ligne créée en 1924
- 35 Courbevoie (Jatte) - Madeleine
- 36 Levallois (Michelet) - Madeleine
- 37 Neuilly (Avenue de Madrid) - Madeleine
- 38 Puteaux (marché) - Porte Maillot
- 39 Gennevilliers - Porte de Clichy - Madeleine (en autobus dans Paris)
- 40 Argenteuil - Porte de Clichy - Madeleine (en autobus dans Paris)
- 41 Courbevoie - Étoile - Madeleine
- 42 Saint-Denis - Madeleine
- 43 Courbevoie - Gare de Paris-Montparnasse
- 44 Saint-Cloud - Porte Maillot
- 45 Asnières (Bourguignons) - Madeleine
- 47 Le Kremlin-Bicêtre - Porte de la Chapelle, ligne créée en 1924
- 48 Saint-Denis (Barrage) - Opéra.
- 49 Aubervilliers (Mairie) - Opéra.
- 50 Aubervilliers (Mairie) - République
- 51 Drancy - République (en autobus de Pantin ((cimetière parisien) à République)
- 52 Le Bourget - Aubervilliers (cimetière parisien) - Opéra
- 53 Saint-Denis - République
- 54 Enghien - Saint-Denis - Saint-Ouen (mairie) - Trinité, par la place de Clichy, la porte de Montmartre, Saint-Ouen (mairie) - Saint-Denis (Église de l'Estrée) - Épinay (dépôt)
- 55 Saint-Ouen - Opéra

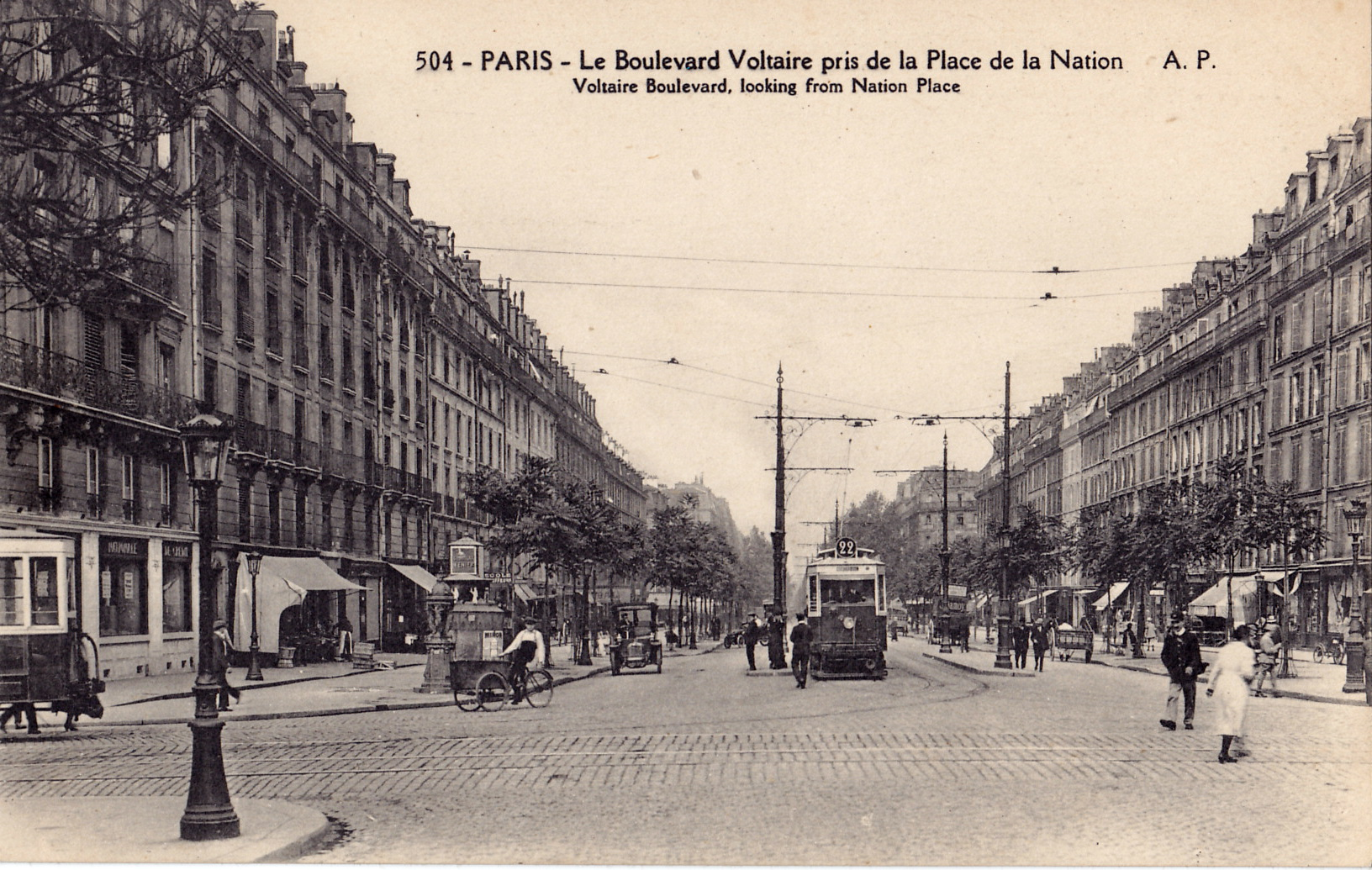
Le 22 en site propre central, Boulevard Voltaire.
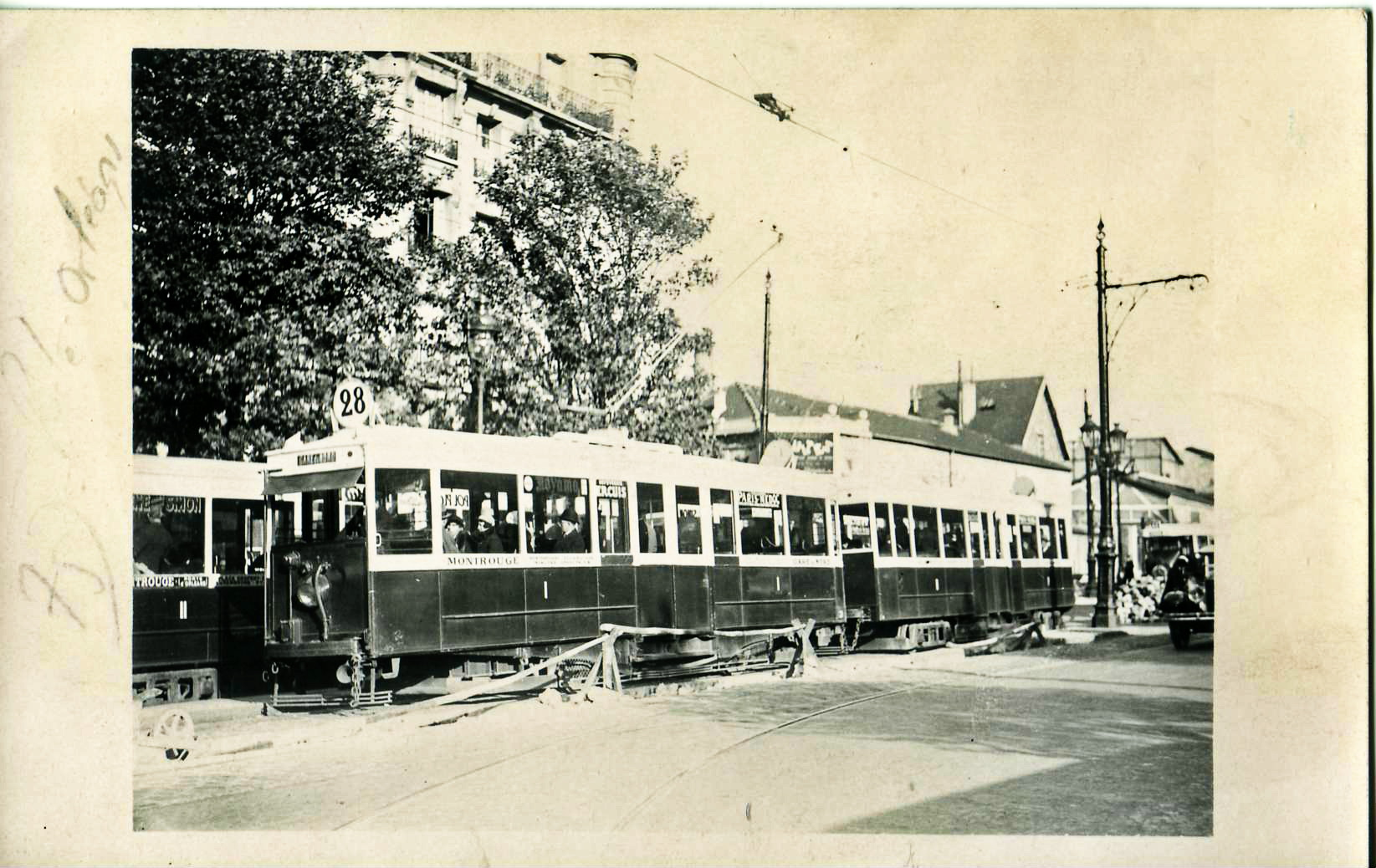
Le 28 à Porte d'Orléans.
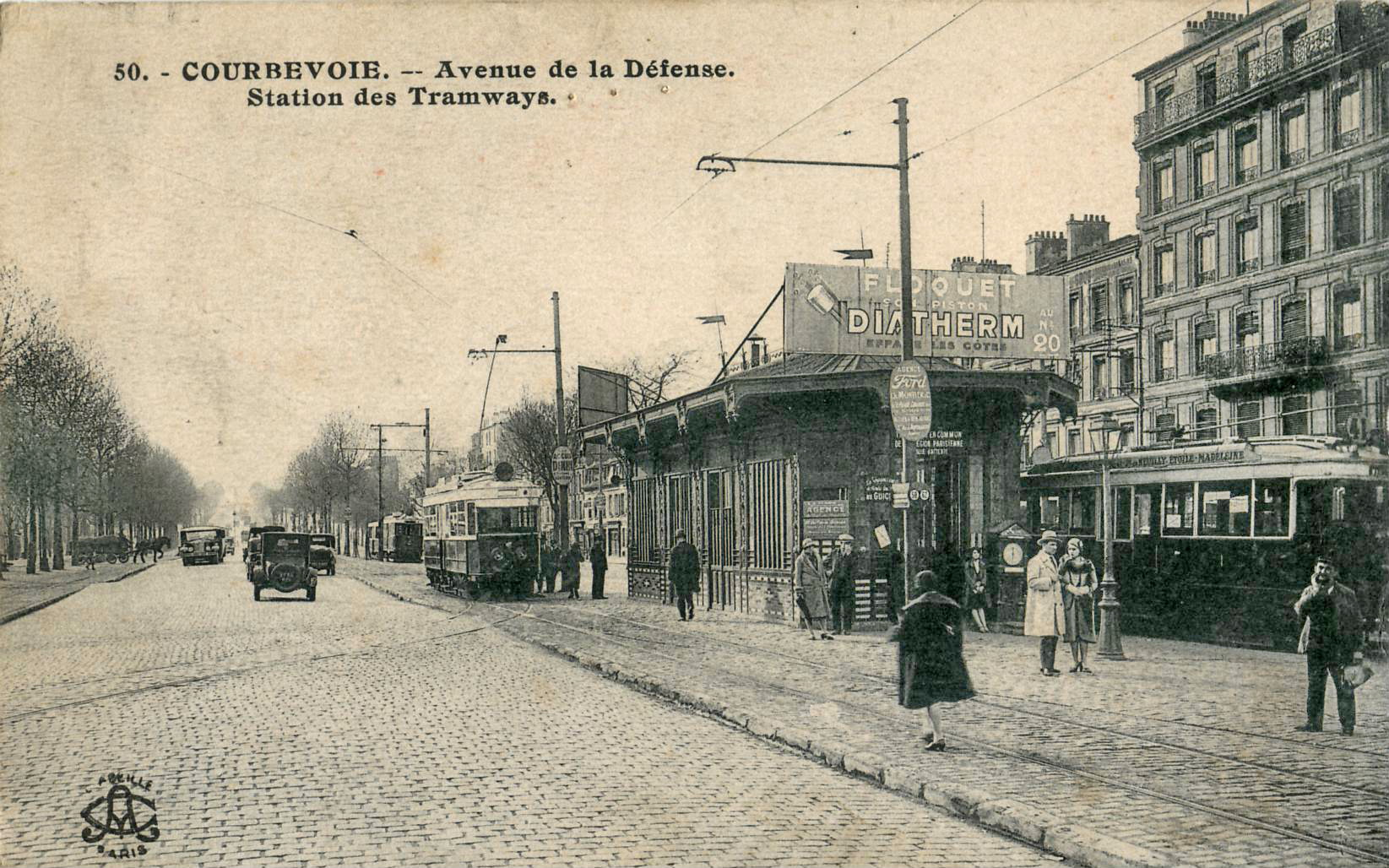
Le 41 au terminus de Courbevoie, établi site propre en accotement de la RN 13.
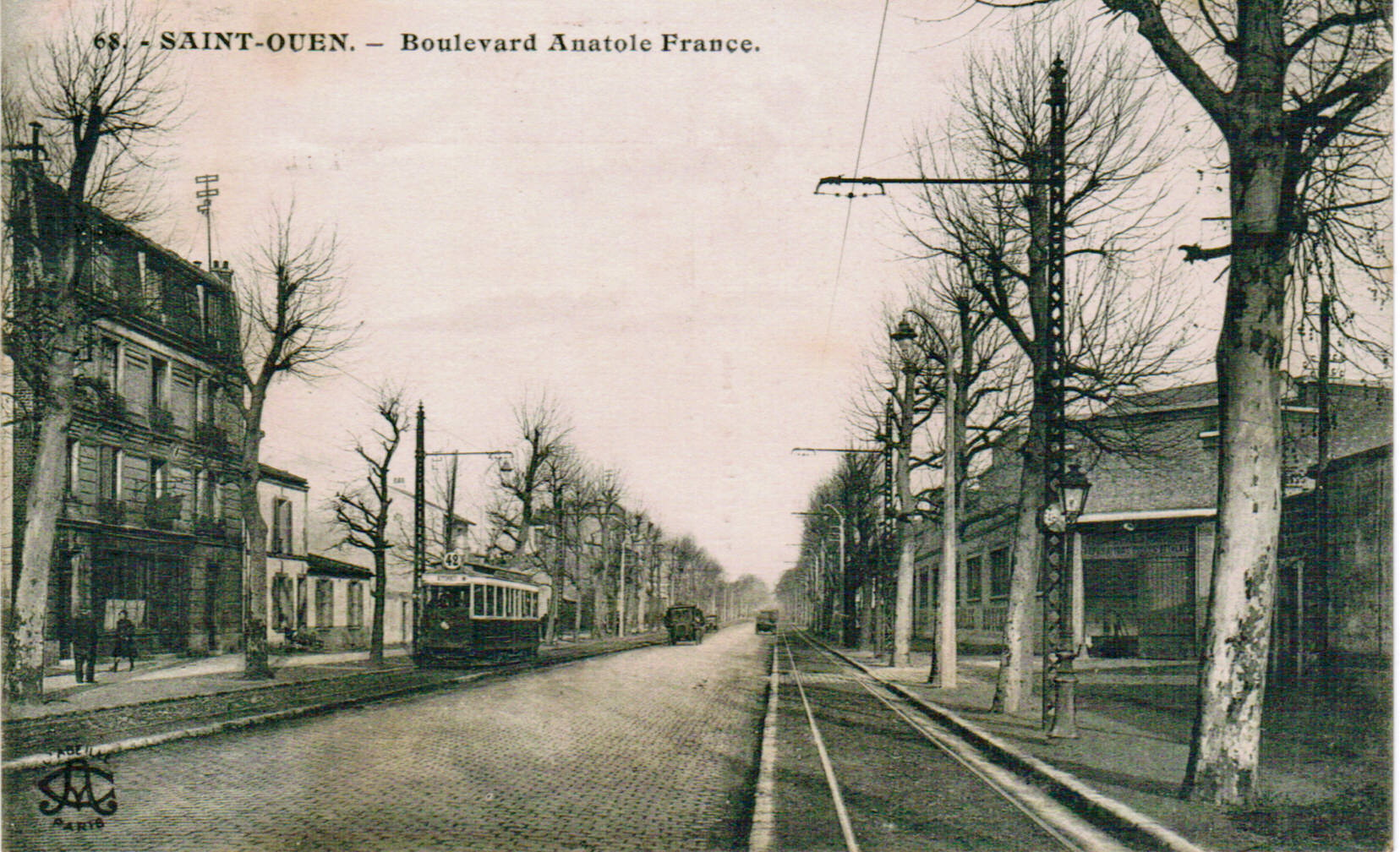
Le 42 (La Madeleine – Gare Saint-Lazare – Pl. de Clichy – Av. de Clichy – Av. de St.Ouen – Porte de St.Ouen – Saint-Ouen – Barrage de Saint Denis), établi en site propre en accotement de la RN 410 à Saint-Ouen.
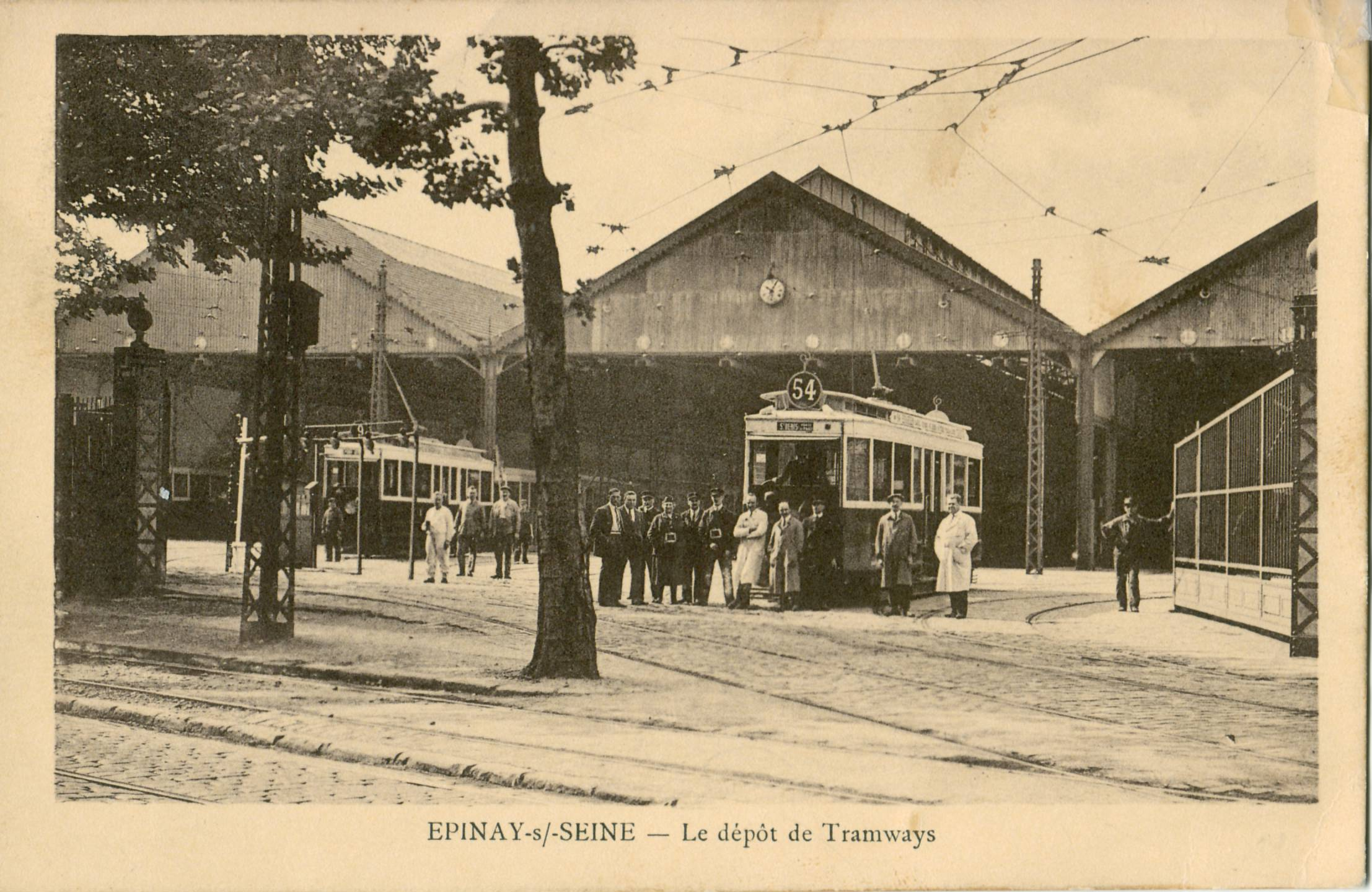
Le 54 à son dépôt d'Épinay-La Briche.
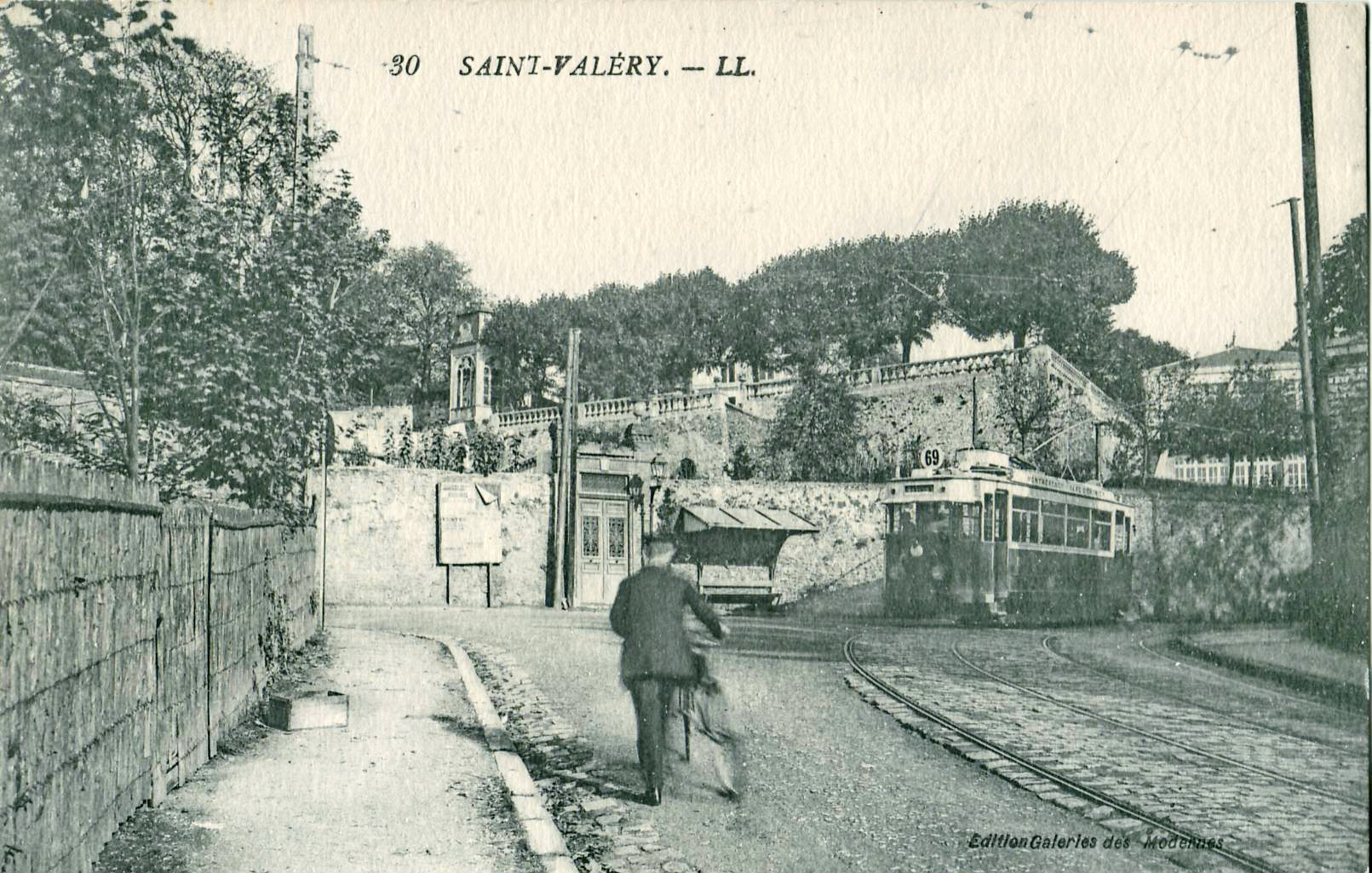
Le 69 à Montmorency.
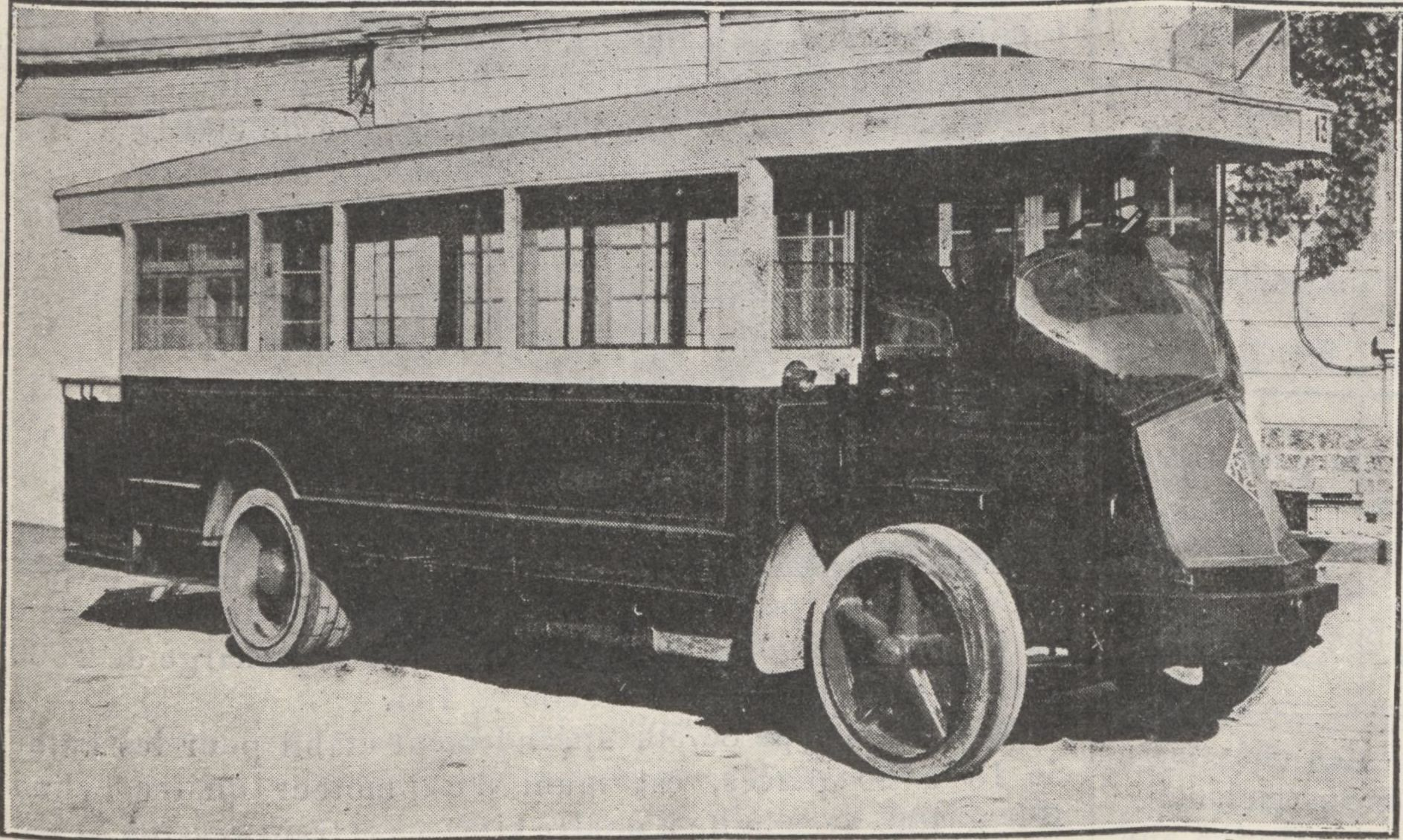
Premier autobus Renault PN produit pour la STCRP (novembre 1926).

- 57 Le Pré-Saint-Gervais - Pantin
- 58 Saint-Germain-en-Laye - Port Marly - Bougival - Rueil - Nanterre - Puteaux - Porte de Neuilly, par Neuilly-sur-Seine, Courbevoie (en autobus du Rond-Point de la Défense à la Porte), Puteaux, Nanterre, Rueil (Ville) - La Malmaison - Louveciennes, Bougival, Le Port-Marly (la Machine), Le Pecq (l'Ermitage)
- 59 Port-Marly - Marly-le-Roi
- 60 Saint-Germain-en-Laye - Rueil
- 61 Bezons (Quai Voltaire) - Argenteuil (Gare)

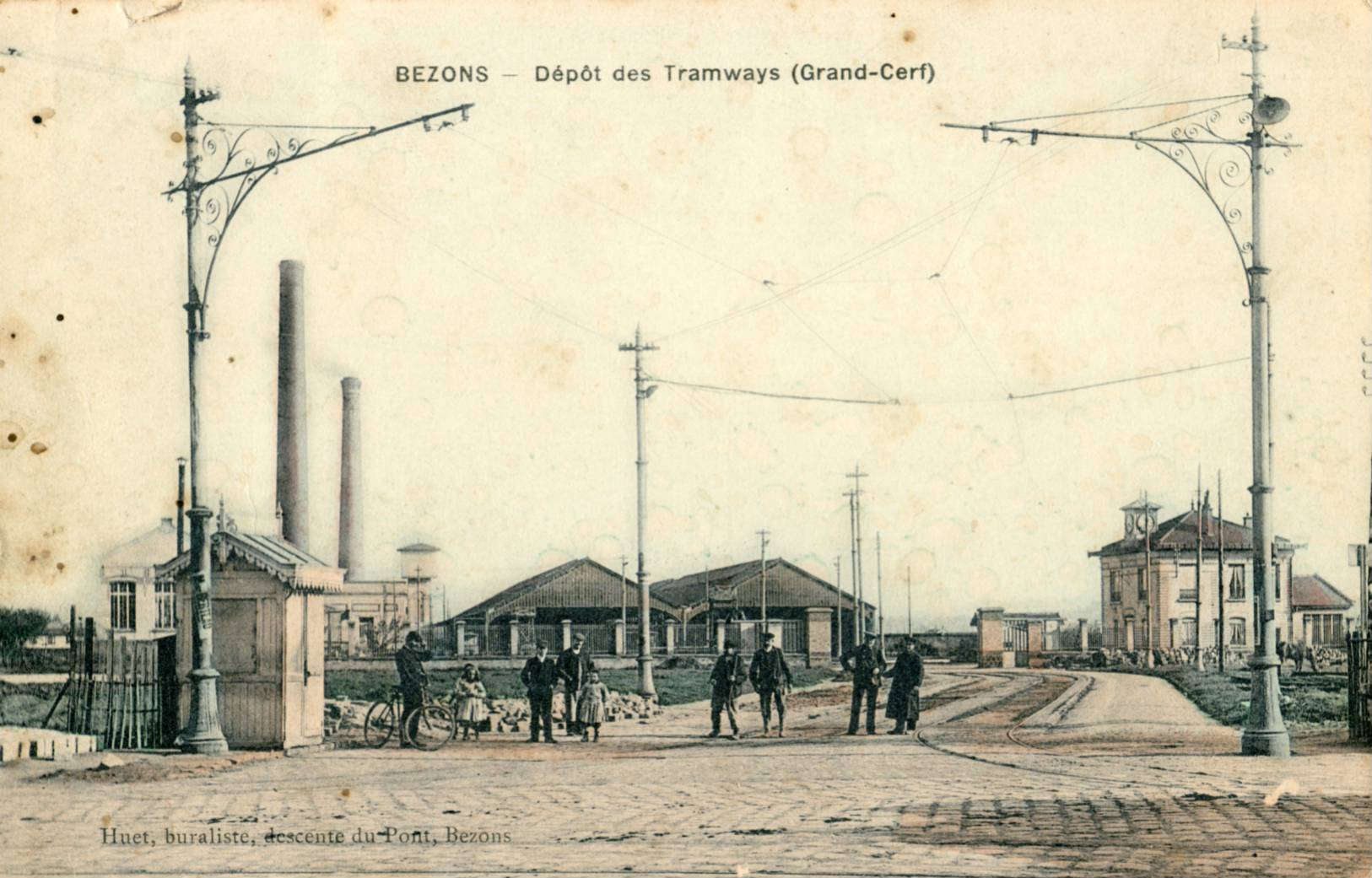
Le Dépôt de Bezons-Grand-Cerf.

- 62 Maisons-Laffitte - Rond-Point de la Défense - Porte de Neuilly (en autobus de la Défense à la Porte) - Maisons-Laffitte par Courbevoie - La Garenne-Colombes, Bezons (Grand-Cerf), Houilles et Sartrouville
- 62 bis La Garenne-Colombes - Porte de Neuilly
- 63 Bezons (Grand-Cerf) - Porte Champerret, par Courbevoie (La Jatte - Pont Bineau), La Garenne (bifurcation) et Colombes (Maison de Nanterre)
- 64 Porte Champerret (métro) à Colombes (mairie) et Argenteuil, par Courbevoie (La Jatte - Pont Bineau) - La Garenne (bifurcation) et Colombes (boulevard de Valmy)
- 65 Pierrefitte-sur-Seine - Saint-Denis (église Saint-Denis de l'Estrées) - Porte de Clignancourt par Saint-Ouen (cimetière) - Carrefour Pleyel - Saint-Denis (Caserne)

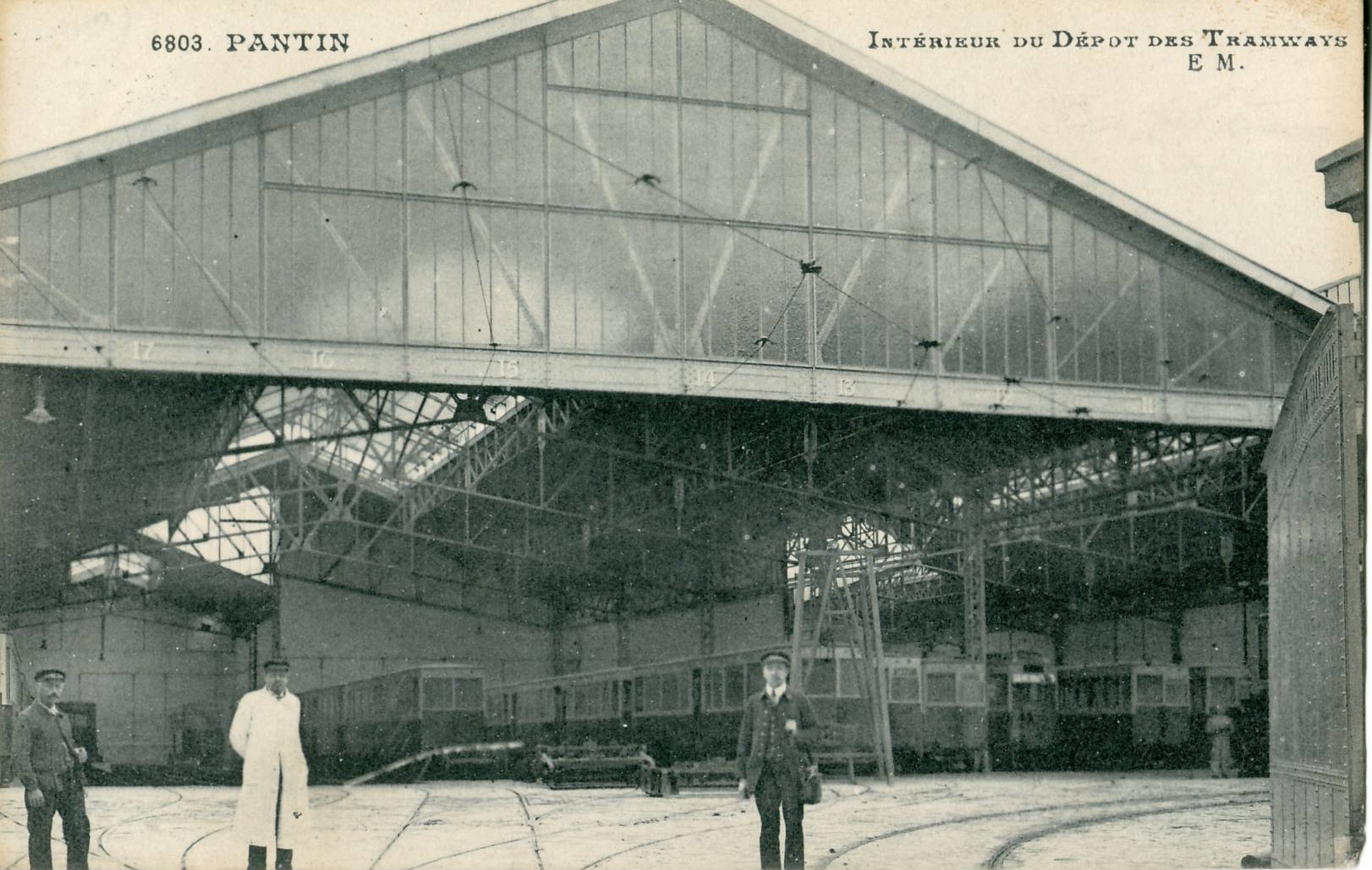
Le dépôt de Pantin.

- 66 Colombes - Porte de Clignancourt
- 69 Montmorency- Enghien par Enghien (gare), la rue des Chesnaux, la rue des Haras et Montmorency
- 70 Saint-Denis - Porte de la Villette
- 71 La Courneuve - Porte de la Villette
- 72 Le Bourget - Porte de la Villette (métro), par Pantin (Quatre Chemins), Aubervilliers (rue du Fort), La Courneuve (Quatre-Routes) et le Bourget-Dugny
- 73 Saint-Ouen - Porte Maillot
- 74 Pantin (Église) - Pantin (Quatre Chemins)
- 75 Saint-Cloud - Asnières (place Voltaire), par Pont de Suresnes, Pont de Puteaux, Pont de Neuilly et Pont Bineau
- 76 La Garenne (Charlebourg) - Pont de Neuilly - Porte Maillot (métro)
- 77 Asnières (place Voltaire) - Saint-Denis (Hôpital), limité à Saint-Denis (église Daint-Denis-de-l'Estrée) en 1925
- 78 Villeneuve-la-Garenne - Saint-Denis
- 79 Stains - Saint-Denis (barrage)
- 80 Montrouge (cimetière parisien de Bagneux) - Porte d'Orléans
- 81 Maisons-Alfort - Charenton - Saint-Maurice - Saint-Mandé - Bastille, par la Porte de Picpus, Saint-Mandé (Demi-Lune) - Charenton (avenue de l'Asile) et Maisons-Alfort (école)
- 82 Vitry (gare) - Châtelet
- 83 Thiais - Choisy-le-Roi - Châtelet
- 84 Petit Ivry (cimetière parisien) - Les Halles
- 85 Villejuif (asile) - Châtelet
- 86 Fontenay-aux-Roses - Châtelet par le boulevard Saint-Michel, la Porte de Châtillon, Montrouge et Châtillon
- 87 Malakoff - Les Halles
- 88 Pont d'Antony - Porte d'Orléans par Montrouge, Arcueil, Bagneux, Bourg-la-Reine, La Croix de Berny, Antony, Longjumeau, Montlhéry, Marcoussis, Arpajon
- 88 bis Antony (Le Petit-Massy) - Porte d'Orléans
- 89 Clamart - Hôtel-de-Ville, par le boulevard du Montparnasse, la Porte de Versailles, Vanves et Clamart (Fourche)
- 90 Clamart (Mairie) - Clamart (gare)
- 91 Montparnasse - Bastille
  - 1° de la Gare de Paris-Montparnasse à l'avenue des Gobelins
  - 2° de l'avenue des Gobelins à la Bastille
- 92 Montparnasse - Place Pereire
- 93 Arcueil - Cachan - Châtelet, par le Boulevard de Port-Royal, la Poterne des Peupliers
- 94 Malakoff (Clos Montholon) - Malakoff (Rue des Clozeaux)
- 95a Paris Place de l'Opéra - Les Pavillons-sous-Bois Gare ;

95b Paris Place de l'Opéra - Montreuil La Boissière ;
95c Les Lilas Place Paul-de-Koch - Montreuil La Boissière (service partiel) ;
- 96 Montreuil (Solidarité) - Opéra
- 97 Bagnolet - Opéra
- 98 Montreuil (Sept Chemins) - République, par Porte de Montreuil
- 99 Bobigny (Six Routes) - Pantin - Les Halles

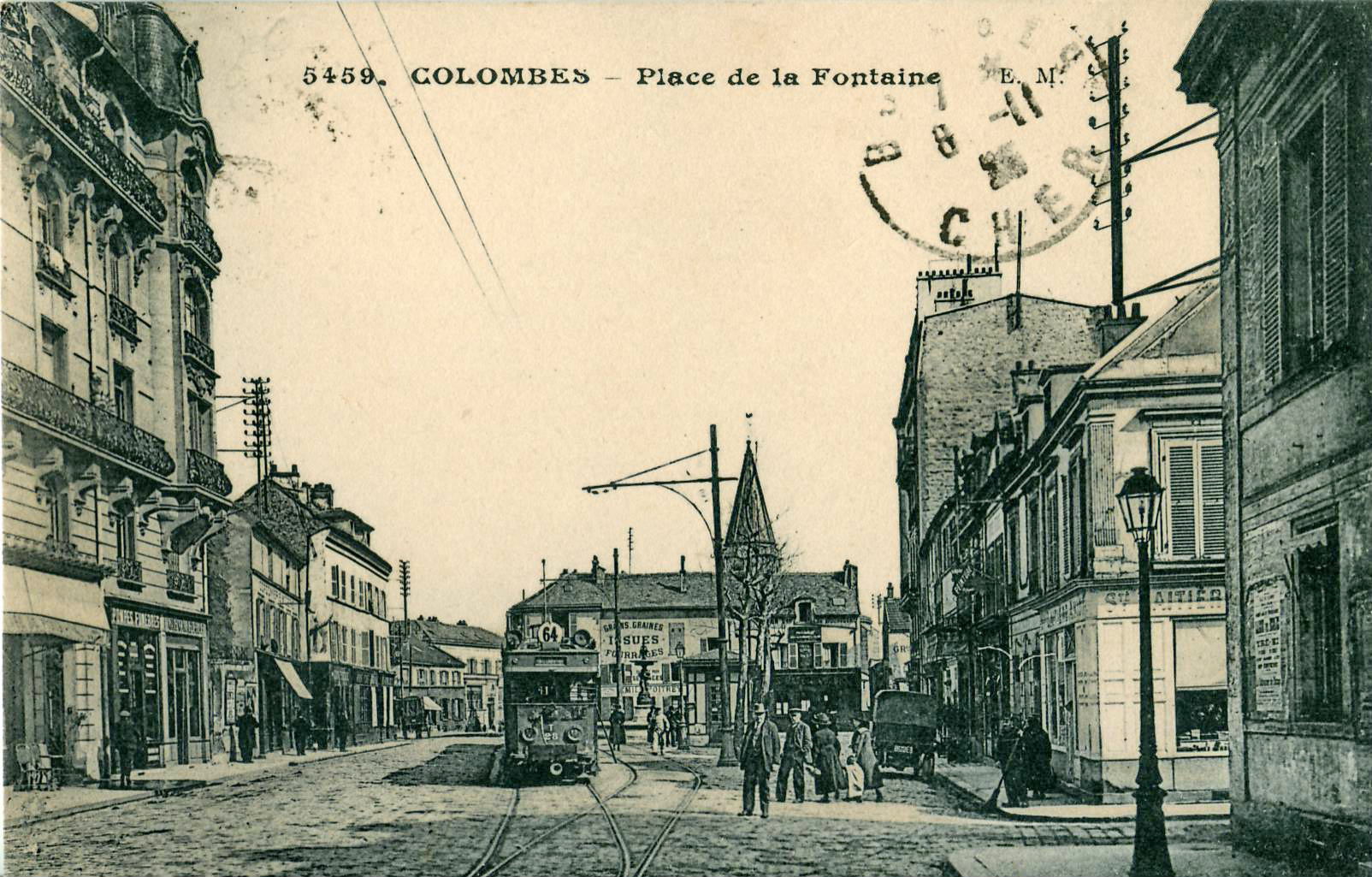
Le 64 à Colombes.
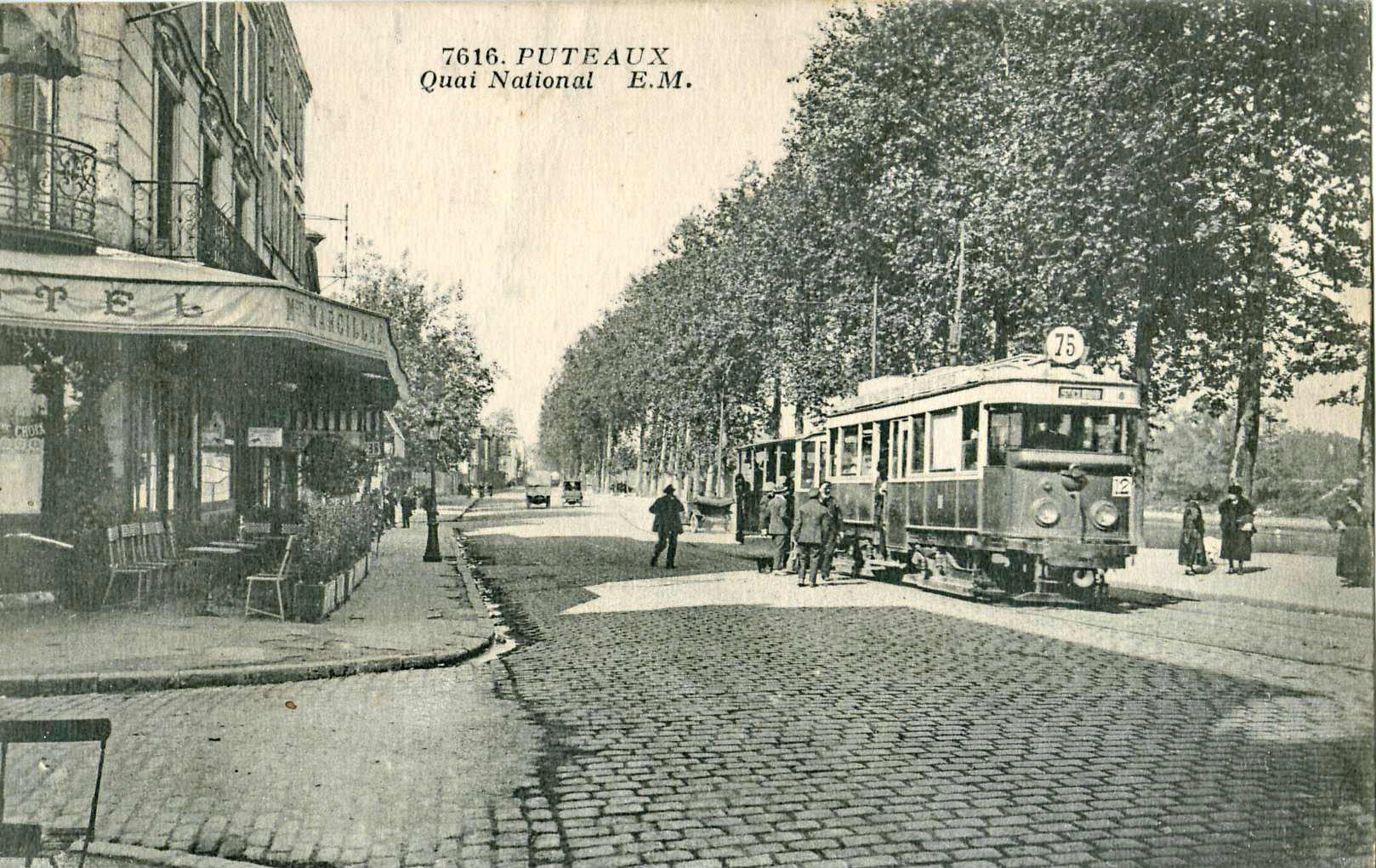
Le 75, sur les Quais de Seine à Puteaux.
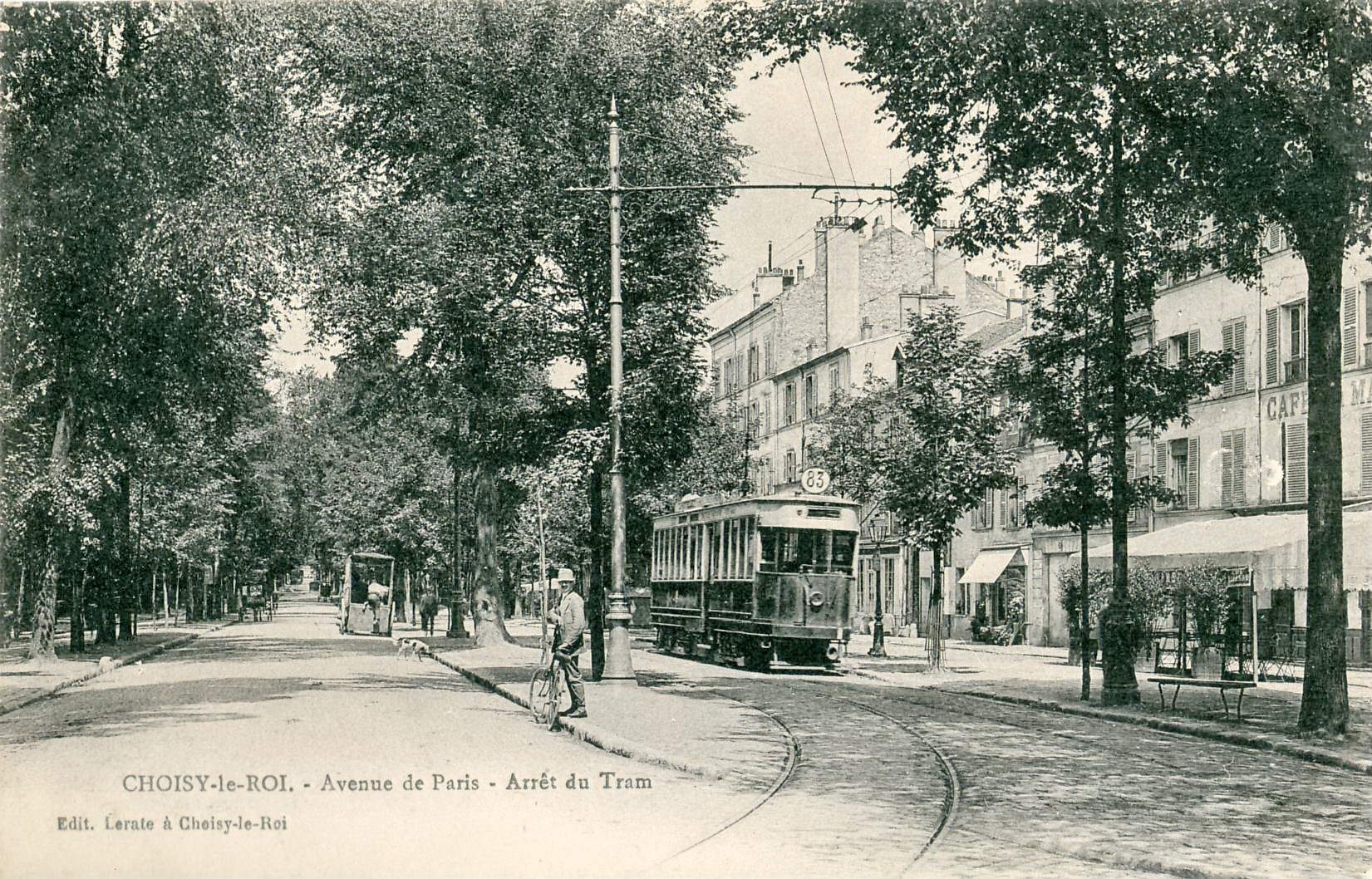
Le 83 à Choisy-le-Roi.
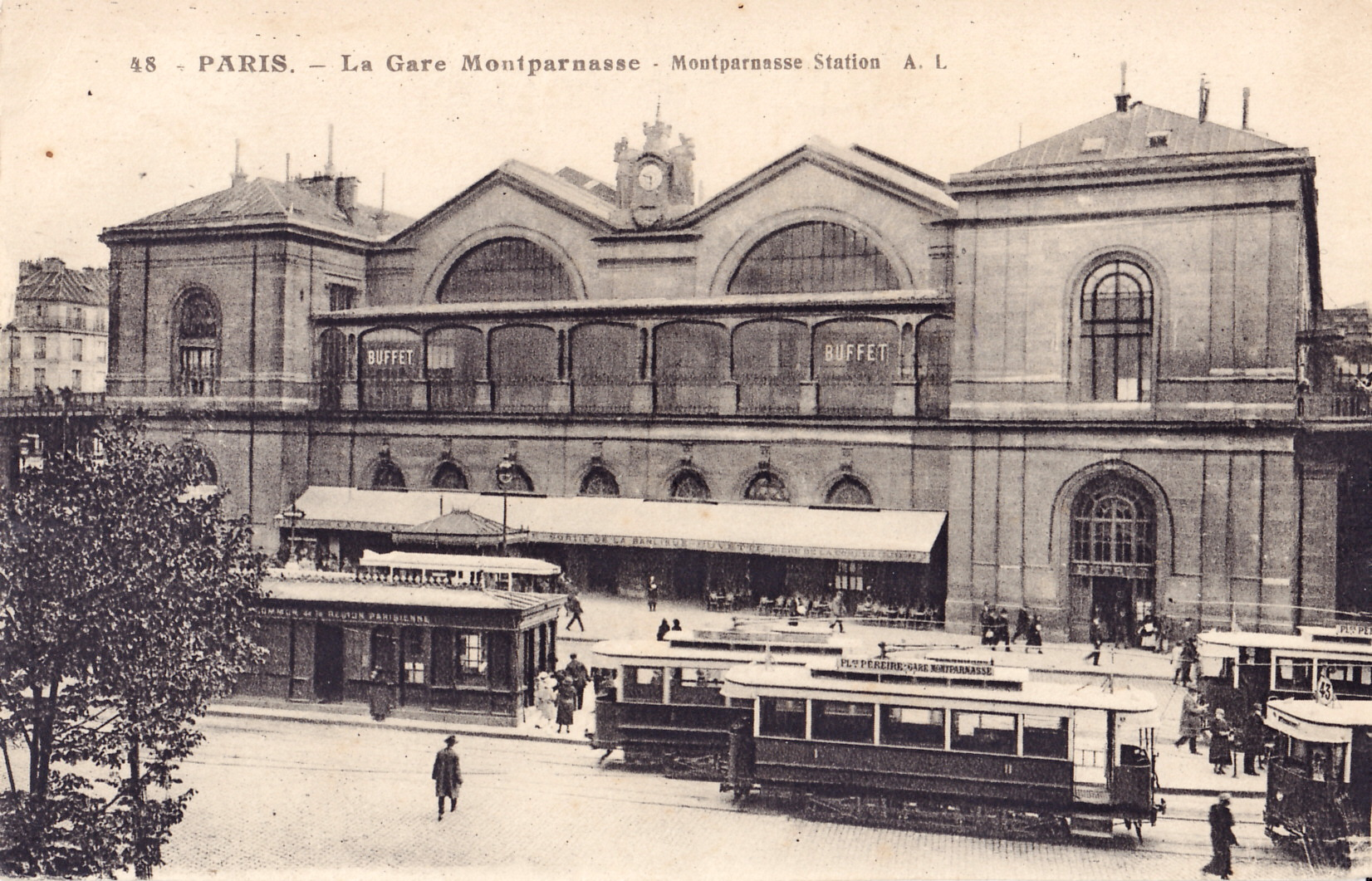
Un 92 devant la gare Montparnasse.
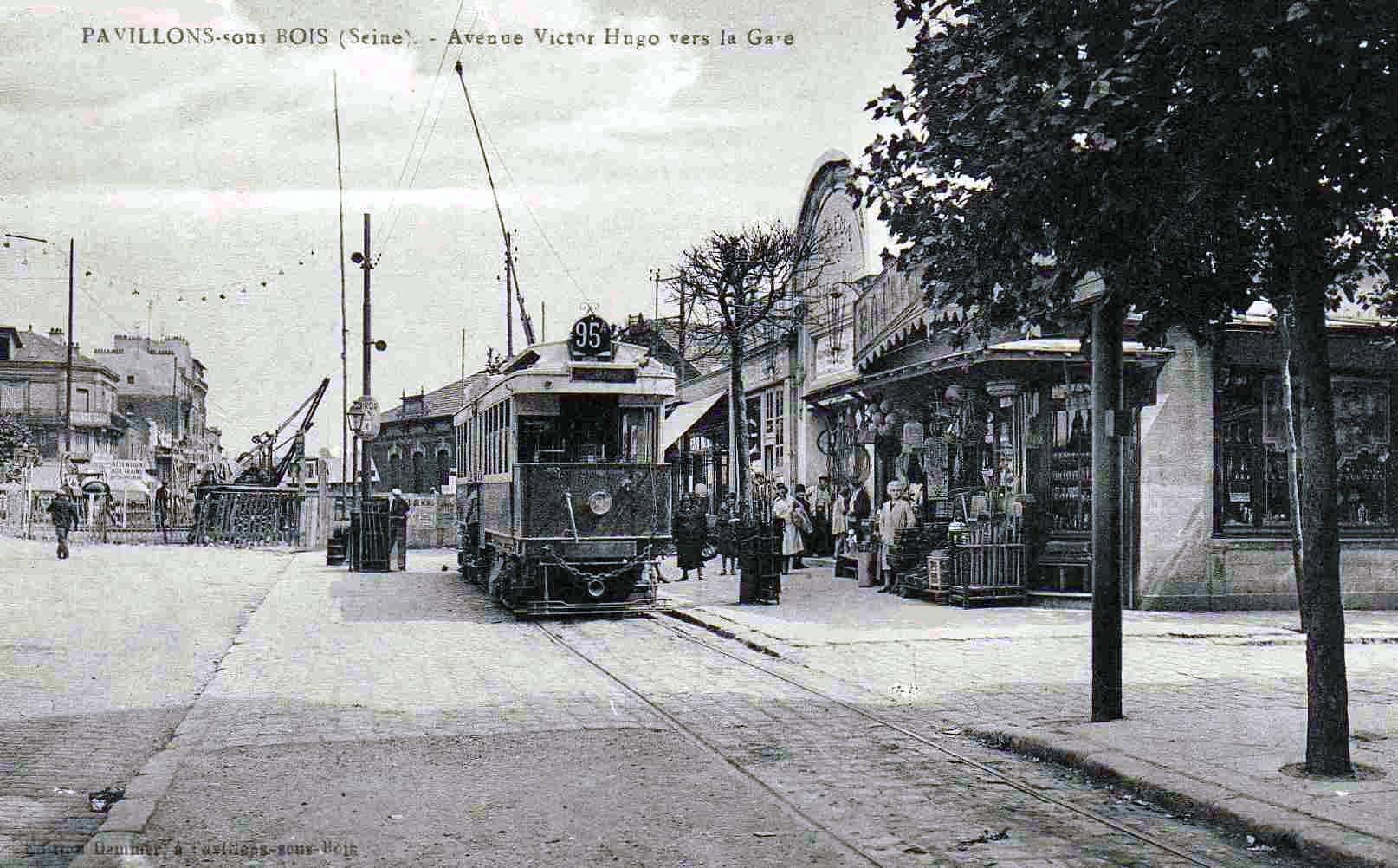
Le 95A à son terminus des Pavillons.
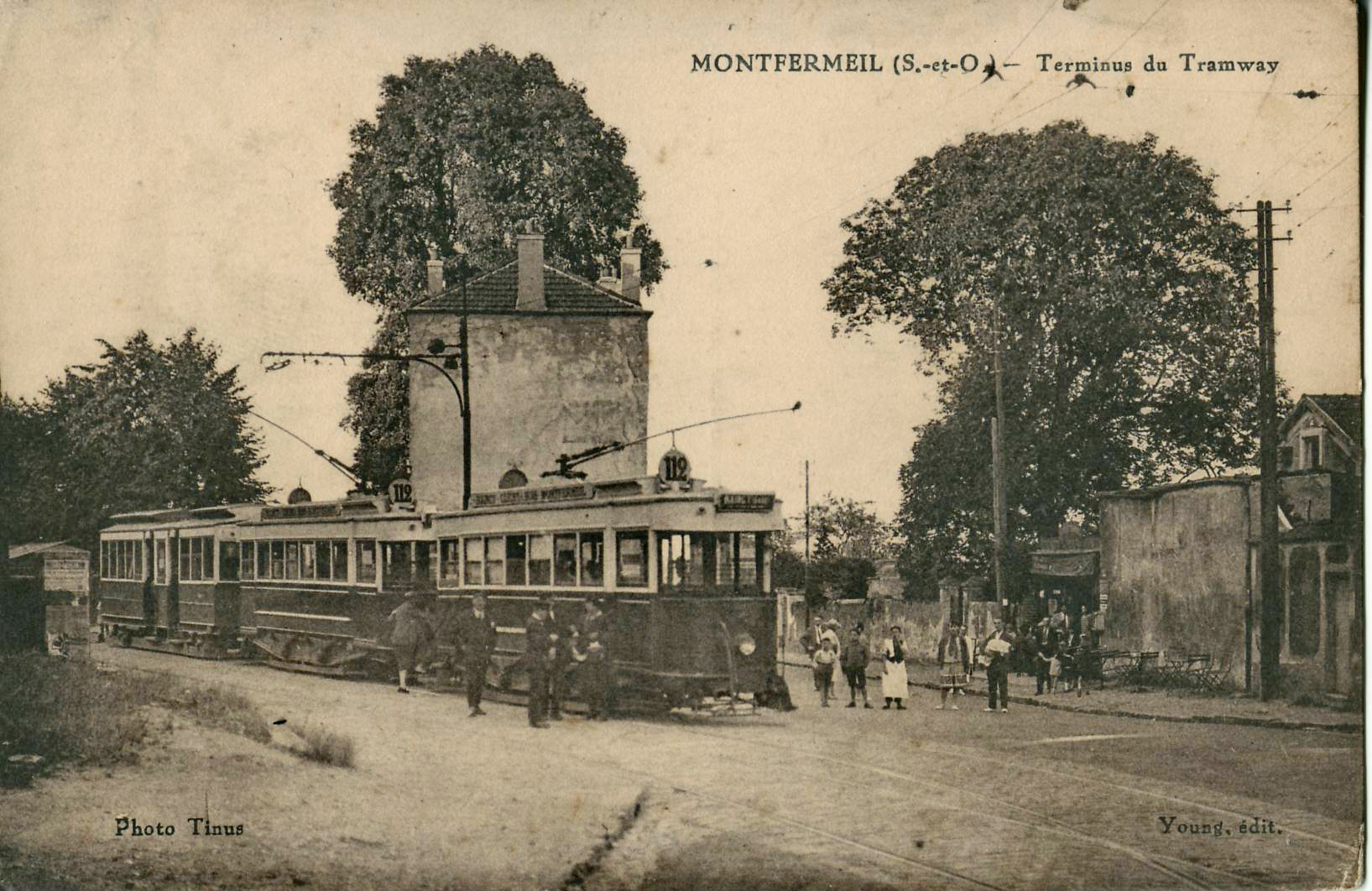
Le 112 reliait la gare du Raincy à Montfermeil jusqu'au 14 avril 1938.

- 100 Bagnolet - Les Halles
- 101 Romainville (Place Carnot) - Bastille
- 103 Bonneuil (Mairie) - Concorde, ligne modifiée en 1924 - Bonneuil - Créteil - Maisons-Alfort - Alfortville - Place Valhubert (gare d'Austerlitz) - République, par la Porte de la Gare, Ivry (place Gambetta), Maisons-Alfort (école).
- 104 Alfortville - Concorde
- 105 Vitry (église) - Concorde, par Ivry, la Porte de la Gare, limité en 1927 à Gare d'Austerlitz
- 107 Aubervilliers (mairie) - Pantin - Quatre-Chemins - Porte des Lilas, par Le Pré-Saint-Gervais (mairie)
- 108 Champigny (Ville) - Porte de Vincennes, par Vincennes (Les Minimes), Joinville
- 109 Champigny (Gare) - Porte de Vincennes
- 110 
  - a La Varenne (Gare) - Porte de Vincennes
  - b Bonneuil - Porte de Vincennes
- 111 Adamville - Charenton - Louvre
- 112 Le Raincy - Montfermeil, dernière ligne de tramway exploitée par la STCRP ;
- 113 Gournay - Porte de Vincennes, par Vincennes (avenue du Château), la Porte Jaune, Nogent - Vincennes, le Rond-Point de Plaisance, La Maltournée, Neuilly-sur-Marne, Maison-Blanche
- 114 La Maltournée - Porte de Vincennes
- 115 Porte des Lilas - Montreuil (mairie) - Porte de Vincennes, ligne créée en 1924
- 116 La Maltournée - Rosny-sous-Bois (mairie)
- 117 Fort de Vincennes - Porte de Vincennes

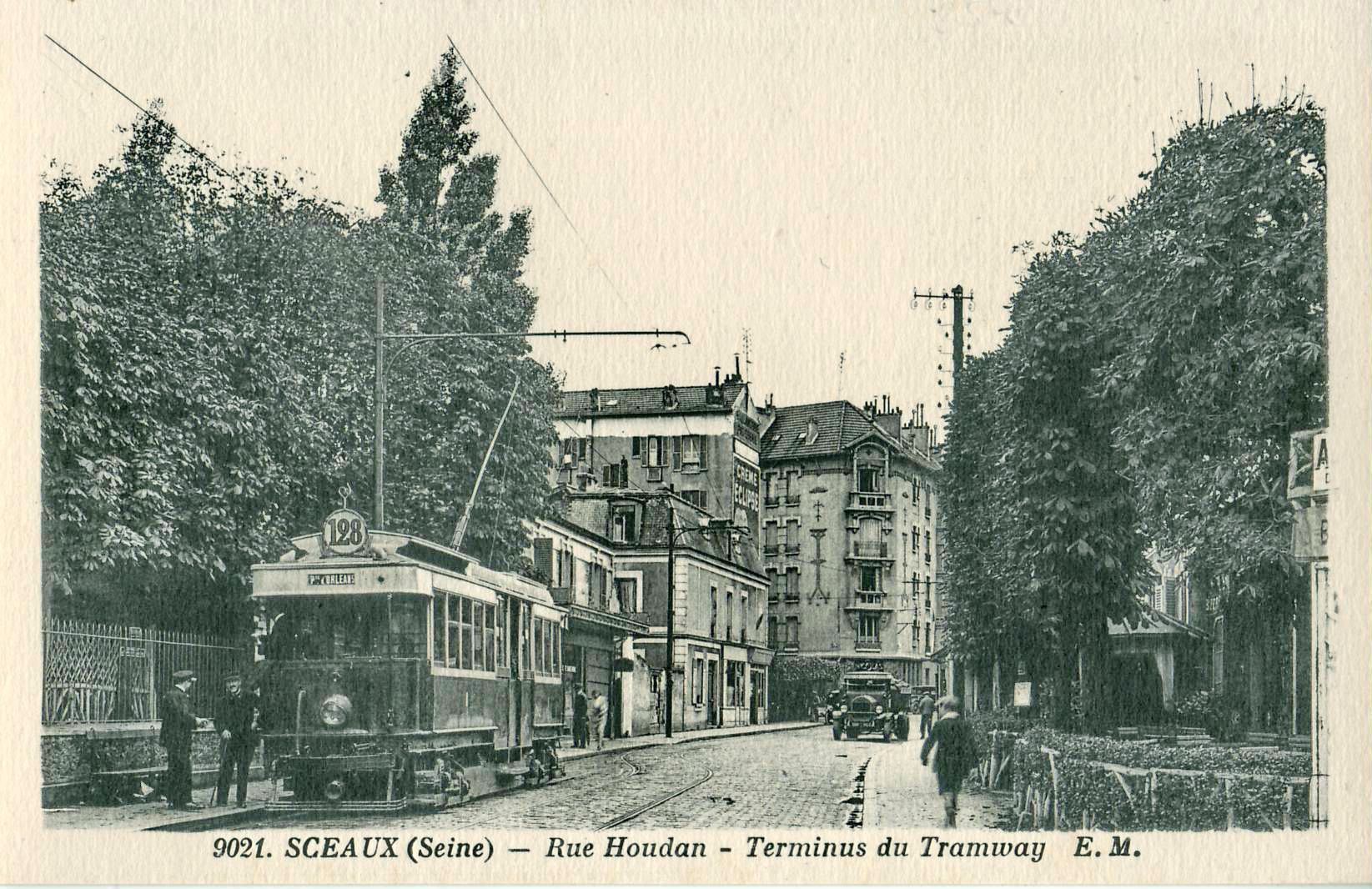
Le 128 à son terminus de Sceaux.

- 118 Villemomble - Place de la République, par Paris (rue de Malte), la Porte de Vincennes, Vincennes (mairie) - Fontenay-sous-Bois, Rosny-sous-Bois (Mairie) Vincennes, Villemomble (Gare du Raincy)
- 119 Champigny (Gare) - Porte de Vincennes
- 120 Noisy-le-Grand - Porte de Vincennes
- 121 Villemomble (gare de Gagny) - Porte de Vincennes, par Vincennes, Montreuil(Hôtel de ville) et Rosny-sous-Bois
- 122 Fontenay-sous-Bois - Porte de Vincennes
- 123 Porte de Vincennes - Avenue d'Orléans (Avenue du Général-Leclerc), par l'Avenue du Général-Michel-Bizot, la rue de Wattignies, la Porte de Tolbiac
- 124 Porte de Saint-Cloud - Avenue d'Orléans (Avenue du Général-Leclerc), par les rues de la Convention, de Vouillé et d'Alésia
- 125 Porte de Vincennes - Porte d'Orléans (extra-muros)
- 126 Porte d'Orléans - Porte de Saint-Cloud (extra-muros)
- 127 Montrouge - Saint-Germain des Prés, prend en 1934 l'indice 86 b: Fontenay - Châtillon - Saint-Germain-des-Prés, par les routes et Port de Châtillon
- 128 Sceaux - Robinson - Cimetière Parisien - Porte d'Orléans
- P.A Chemin de fer Paris - Arpajon

### Lignes d'autobus en 1935

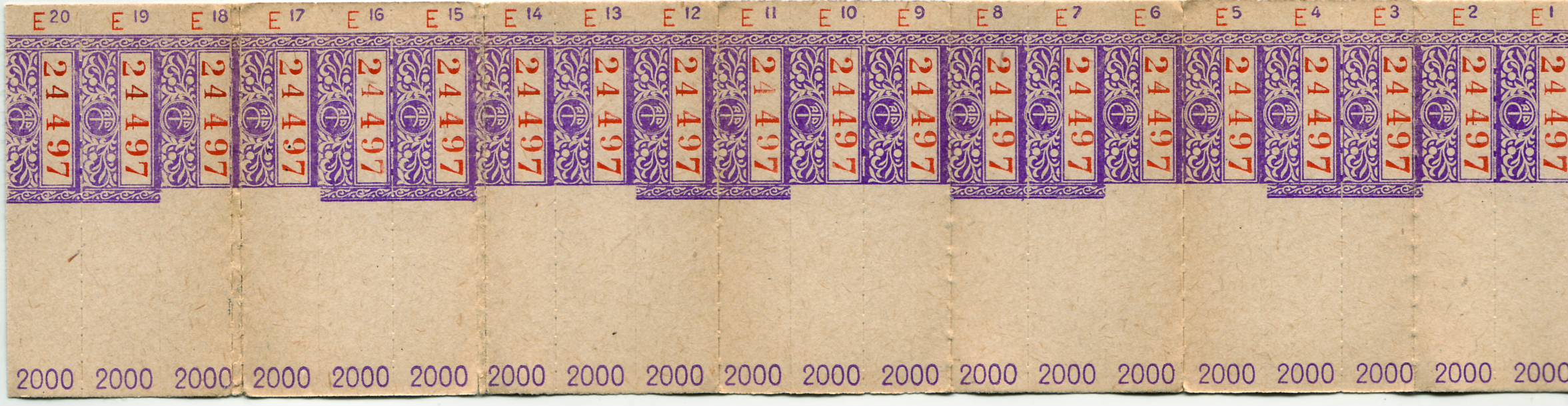
Carnet de tickets de bus STCRP.
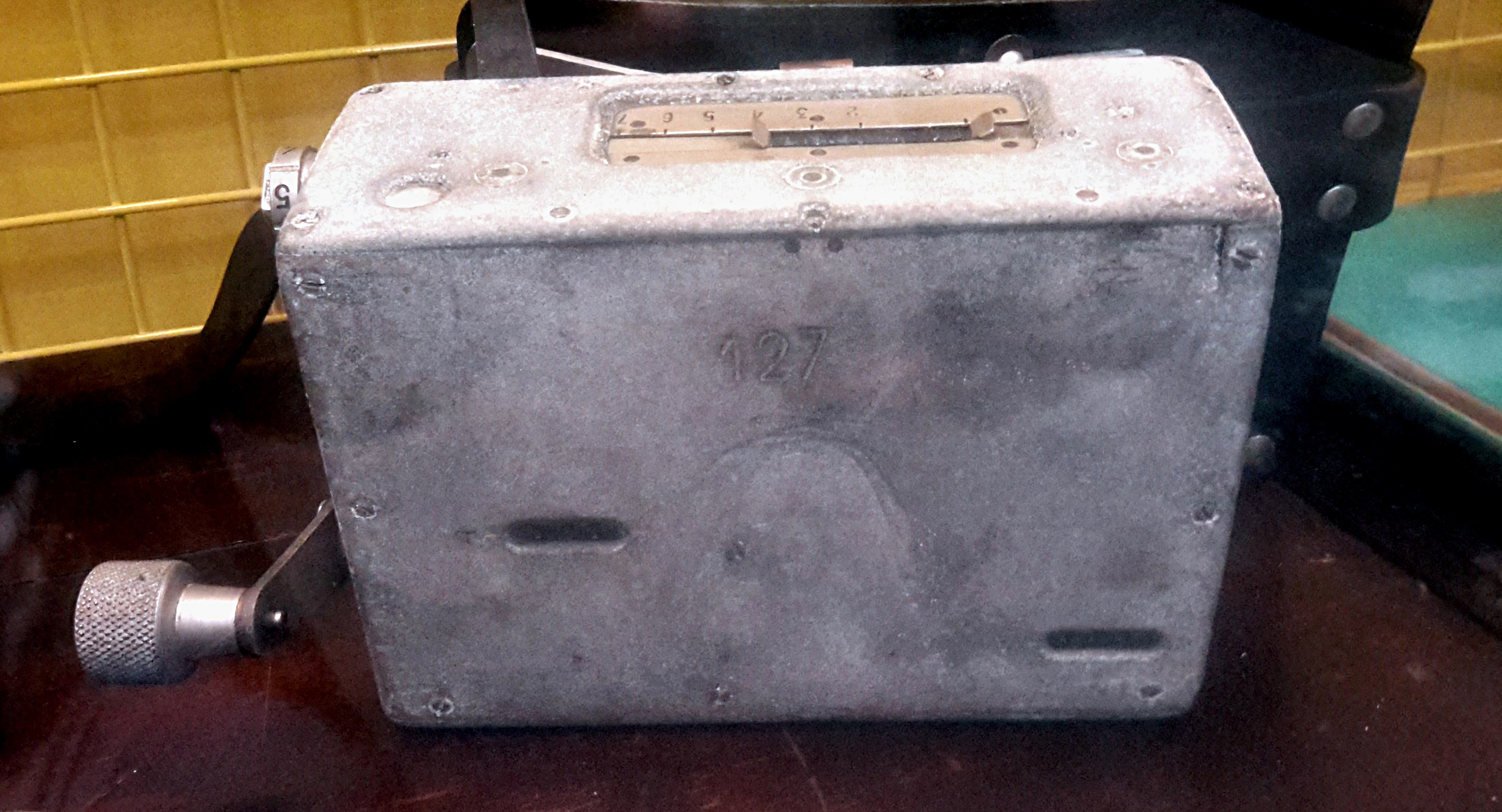
Composteur manuel de tickets de bus STCRP.

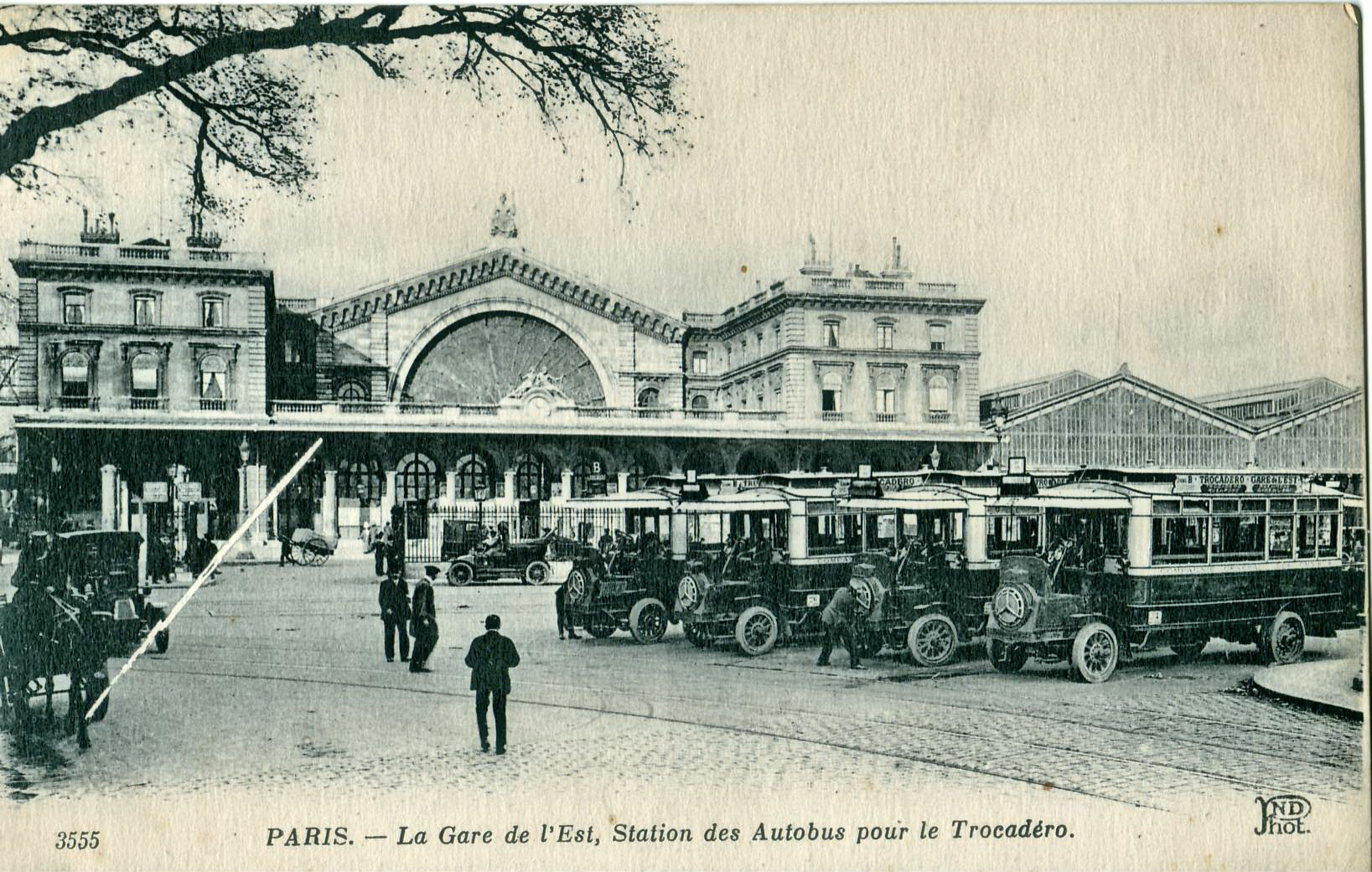
La ligne B, du temps de la CGO.

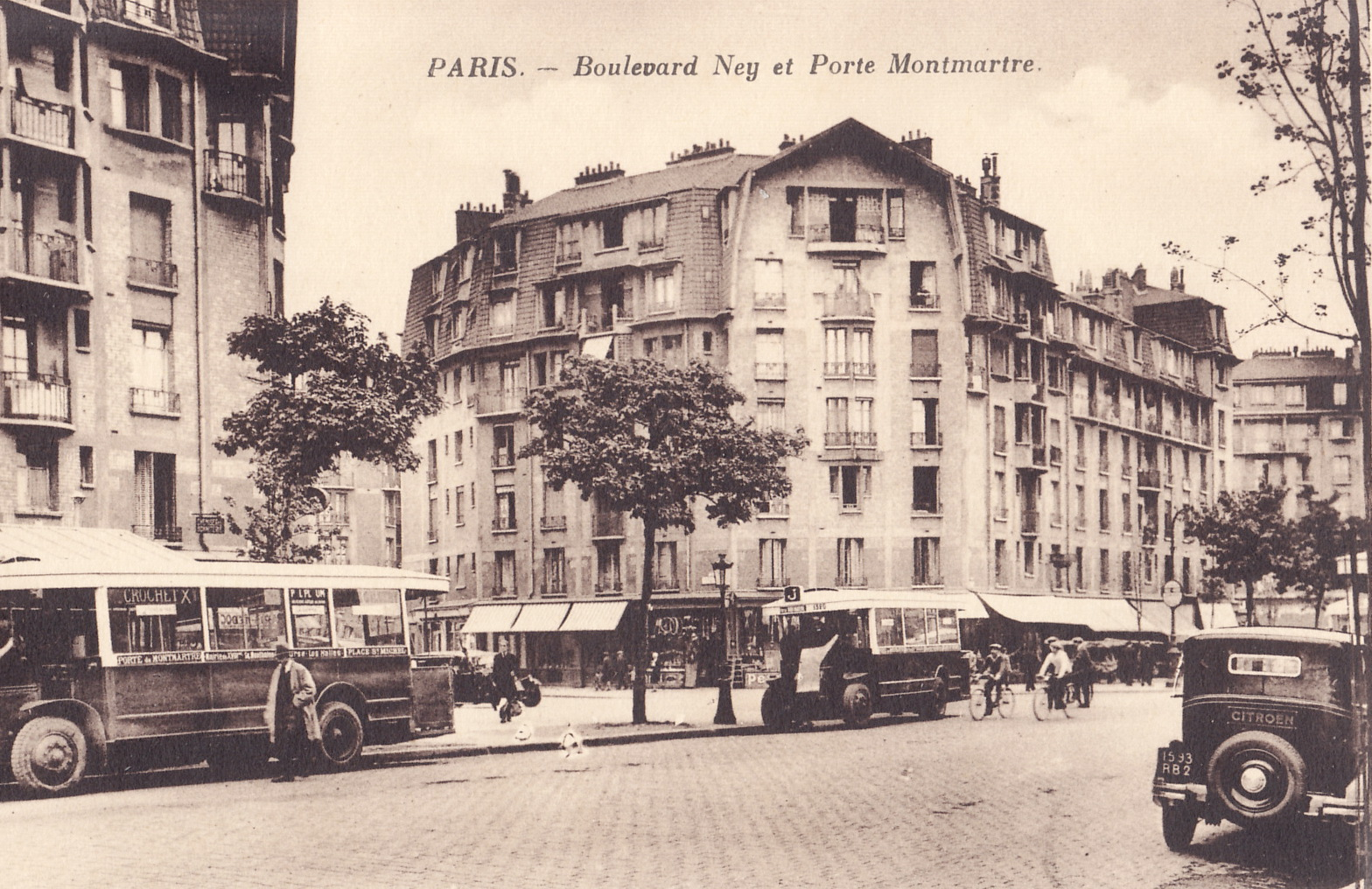
Le terminus du J, Porte Montmartre.

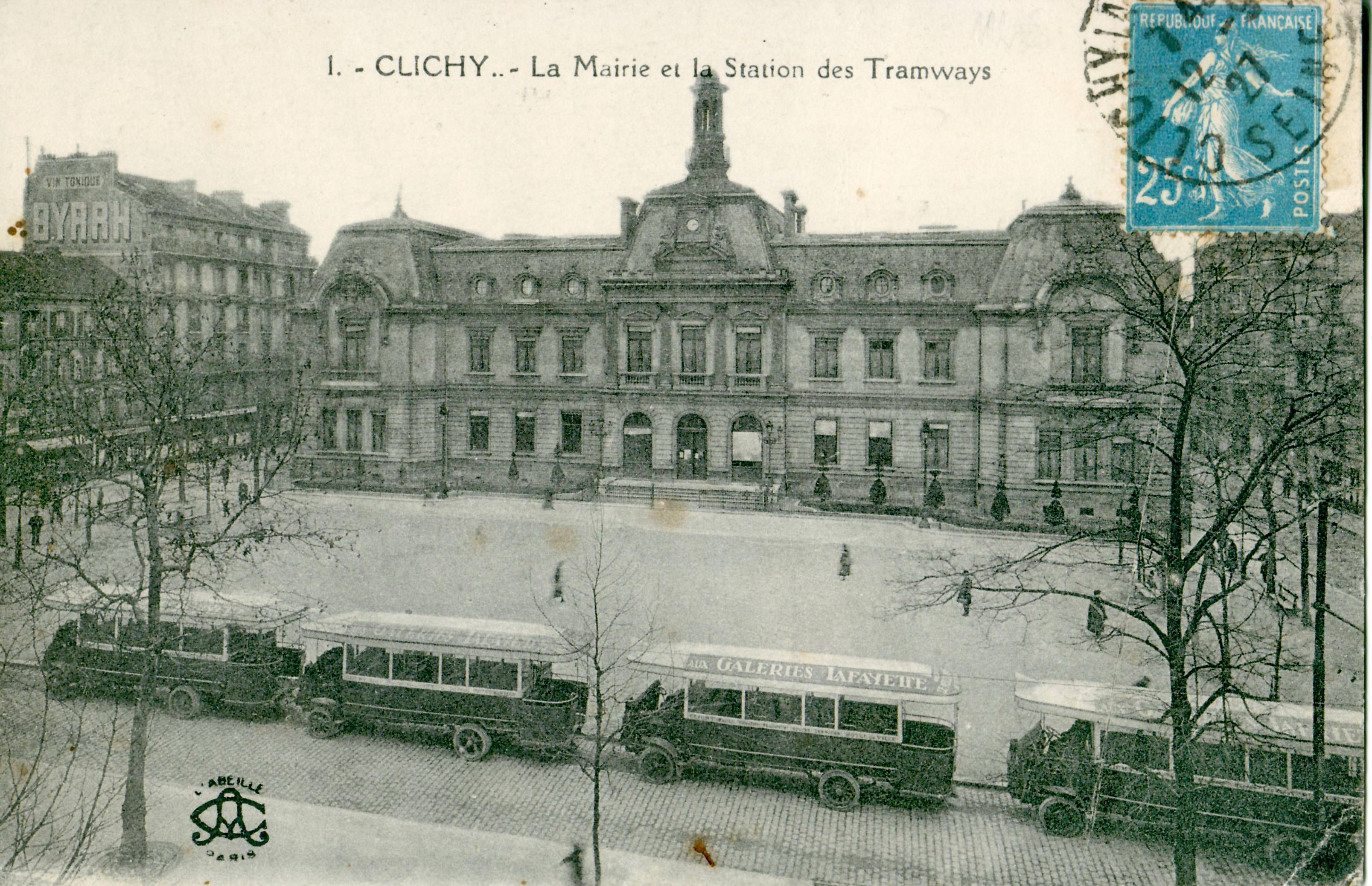
Les bus viennent d'investir l'ancienne station des tramways de la Mairie de Clichy.

- B. - Avenue Henri-Martin-Trocadéro - Gare de l'Est
- C. - Neuilly (Mairie) - Hôtel de Ville (par l'avenue du Roule dans Neuilly)
- D. - Porte de Neuilly - Porte des Ternes - Filles-du-Calvaire
- E. - Madeleine - Bastille
- E bis. - République – Bastille - Charenton (Écoles)
- F. - Porte d'Asnières – les Halles - Bastille
- G. - Batignolles - Jardin-des-Plantes
- H. - Porte de Clichy - Boulevard Saint-Michel - (gare de Luxembourg-Gobelins)
- H bis. - Saint-Ouen (Mairie) - Luxembourg
- I. - Place Pigalle - Halle-aux-Vins
- J. - Saint-Ouen (mairie) - Place Saint-Michel
- K. - Place de Rungis - Place de la République
- L. - Saint-Ouen (bd Victor-Hugo) - Porte de Saint-Ouen - Square du Temple
- M. - Le Pré-Saint-Gervais - Champ-de-Mars
- N. - Le Pré-Saint-Gervais - Louvre
- O. - Porte de Ménilmontant - Gare de Paris-Montparnasse
- O bis. - Bagnolet (mairie) - Place Gambetta
- P. - Cimetière du Père-Lachaise - Gare Saint-Lazare
- Q. - Plaisance - Hôtel-de-Ville - Filles-du-Calvaire - Porte des Lilas
- Q/AF. - Porte de Vanves - Gare de Paris-Montparnasse
- R. - Clichy (place Lecomte) par bd Jean-Jaurès - Hôtel-de-Ville
- R bis. - Clichy (Mairie) par bd de Lorraine - Hôtel-de-Ville
- S. - Porte de Champerret - Place de la Contrescarpe
- T. - Carrefour Patay - Tolbiac - Square Montholon
- U. - Levallois (place de Villiers) - Gobelins
- U bis. - Porte d'Asnières - Gobelins
- V. - Bd Pasteur - Gare du Nord - Porte de la Chapelle
- W. - Rond-point de la Villette - Gare du Luxembourg
- X. - Vaugirard (abattoirs) - Gare Saint-Lazare
- Y. - Place Balard - Javel - Porte Saint-Martin
- Z. - Grenelle - Place Voltaire
- AA. - Porte d'Italie - Gare Saint-Lazare
- AB. - Passy - Place de la Bourse
- AC. - Gare du Nord - Champ-de-Mars (avenue de Suffren)
- AD. - Champ-de-Mars - Place de la République
- AD bis. - Place Victor-Hugo - Champ-de-Mars - Place de la République.
- AE. - Montrouge (square Jean-Jaurès) - Opéra
- AF. - Grandes-Carrières (hôpital Bretonneau) - Plaisance - Porte de Vanves
- AG. - Porte de Versailles - Bourse
- AH. - Javel - Place Balard - Montmartre - Mairie du XVIIIe
- AI. - Gare Saint-Lazare - Place Saint-Michel
- AJ. - Porte de la Villette - Opéra
- AK. - Gare Saint-Lazare - Gare de Lyon
- AL. - Porte d'Asnières - Porte de Châtillon
- AM. - Montmartre - Mairie du XVIIIe - St-Germain-des-Prés
- AN. - Porte de la Plaine - Les Halles
- AO. - Porte de la Chapelle - Gare de Lyon - Gare d'Austerlitz - Place d'Italie
- AP. - La Villette (marché) - Gare d'Austerlitz
- AQ. - Montmartre (square St-Pierre) - Boulevard de Grenelle
- AR. - Gentilly (mairie) - Gare du Nord
- AR bis. - Arcueil (Carrefour de La Vache-Noire) - Gare du Nord
- AS. - Porte de Saint-Cloud - Bourse
- AT. - Placé Voltaire - St-Augustin - Porte de Neuilly
- AT bis. - Courbevoie (mairie-place Charras) - Porte de Neuilly - place Voltaire
- AU. - Porte de Picpus - Gare Saint-Lazare
- AV. - Porte de Bagnolet - Porte de Clignancourt
- AW. - Asnières (place Voltaire) - Madeleine
- AX. - Passy-Panthéon - place Edmond Rostand - Jardin-des-Plantes
- AY. - Porte de Picpus - Gare du Nord
- AZ. - Place Daumesnil - Neuilly (place Ste-Foy) par avenue de Neuilly

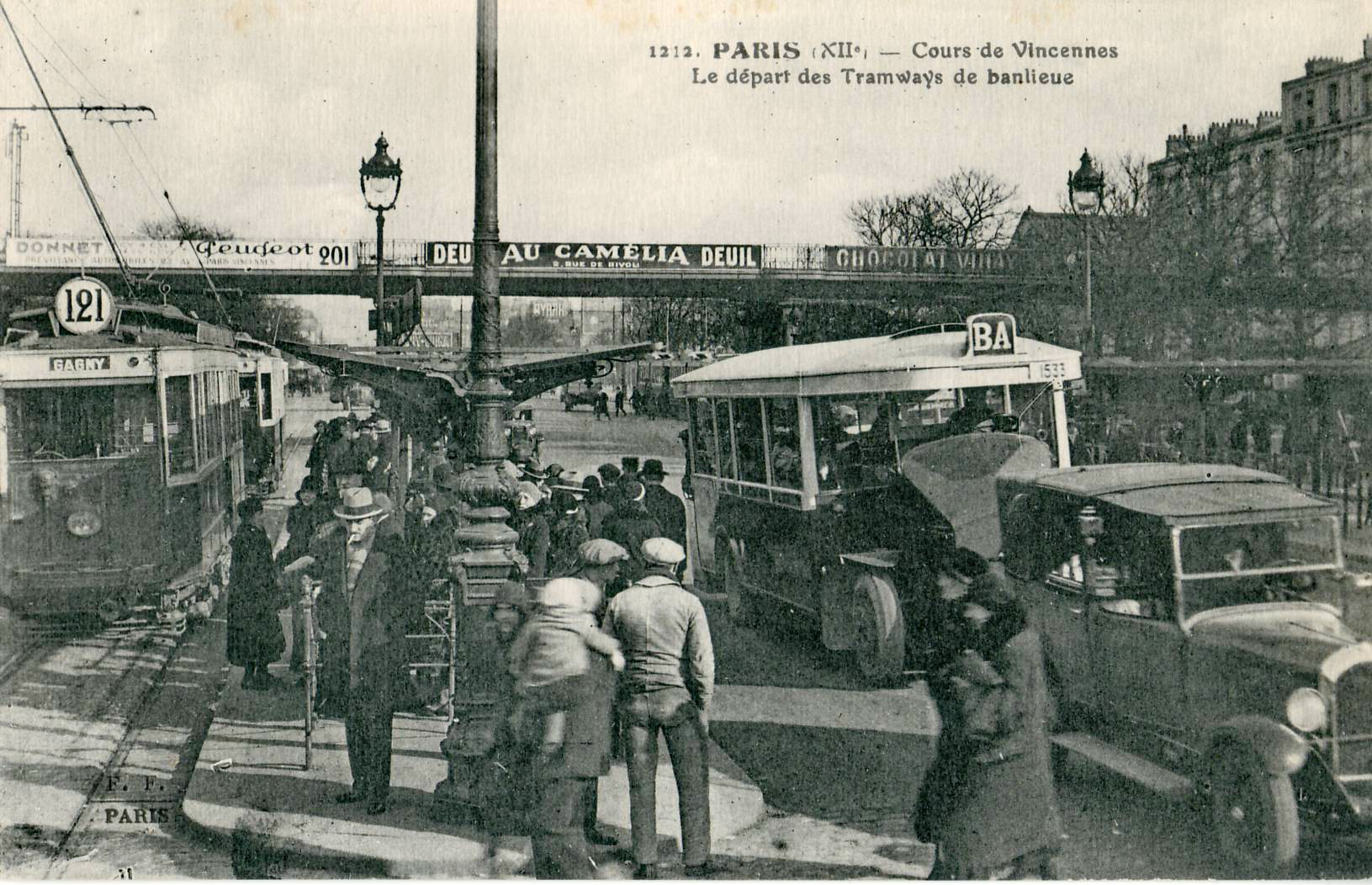
Le Cours de Vincennes est un pôle de transports en commun ancien.
On voit ici, entre 1921 et 1931, le tramway 121 en direction de Gagny, et un bus BA de la ligne Fontenay (Les Rigollots) - Mairie de Vincennes - Opéra - Rue Taitbout.
Au second plan, le viaduc de la ligne de Petite Ceinture.

- BA. - Fontenay (Les Rigollots) - Mairie de Vincennes - Opéra - Rue Taitbout
- BB - Basilique du Sacré-Cœur - Place St-Pierre.
- BC. - Belleville (église) - Châtelet
- BD. - Bois-Colombes (marché) - Châtelet
- BE. - Neuilly (avenue de Neuilly) - Madeleine
- BE bis. - Neuilly (St-James) - Madeleine
- BF. - Église de Belleville - République, qui succède au Tramway funiculaire de Belleville
- BG. - Montreuil (rue des Graviers) - Porte de Bagnolet - Opéra
- BH. - Pantin (rue Courtois) - Porte Chaumont - Les Halles
- BJ. - Porte de Clignancourt - Place Saint-Michel
- BK. - Gare St-Lazare - Gare de Lyon
- BL. - Montreuil (boulevard de Verdun) - Porte de Montreuil
- BM. - Bagnolet (rue Floréal) - Opéra (Rue du Quatre-Septembre)
- BN. - Les Lilas (avenue Paul-de-Kock) - République
- BQ. - Portes de Clignancourt et de Montmartre - Opéra (rue Scribe)
- BR. - Ivry (fort) - Les Halles
- BS. - Stains - La Courneuve - Gare du Nord
- BS bis. - Garges-lès-Gonesse (rue de Verdun)- Gare du Nord
- BT. - Montreuil (pl. de Villiers) - Louvre
- BU. - Rond-Point d'Auteuil - Hôtel-de-Ville (avenue Victoria)
- BU bis. - Passy (gare) - Place Voltaire
- BV. - Malakoff (rue des Clozeaux) - Les Halles
- BW. - Madeleine - Saint-Ouen (mairie)
- BX. - Courbevoie (mairie) - Palais-Royal
- BY. - Courbevoie (gare de Bécon) - Madeleine
- BZ. - Vincennes (Château) - Louvre
- CA. - Levallois - Porte de Champerret - Gare de Paris-Montparnasse
- CB. - Porte de Champerret - Porte d'Orléans
- CC. - Porte d'Orléans - Gare du Nord
- CD. - Porte de Versailles - Gare du Nord
- CE. - Cours de Vincennes - Gare Saint-Lazare
- CF. - Saint-Denis (théâtre) - Jardin des Plantes
- CG. - Saint-Denis (barrage)- Opéra (rue Scribe)
- CH. - Saint-Denis (mairie) - République
- CI. - Madeleine - Asnières (Quatre-Routes)
- CJ. - Porte de la Chapelle - Le Kremlin-Bicêtre
- CK. - Villejuif (asile) - Châtelet
- CL. - Courbevoie (pont de Neuilly) - Gare de Paris-Montparnasse
- CM. - Parc Montsouris - Opéra
- CN. - Place Clichy - Nation
- CP. - Pantin (cimetière) - Opéra
- CS. - Vitry (gare) - Châtelet
- CT. - Gare de Paris-Montparnasse - Pantin (rue Courtois)
- CU. - République - Montreuil (La Boissière)
- CV. - Châtelet - Romainville
- CY. - Châtelet - Choisy-le-Roi
- DA. - Gare de l'Est - Saint-Ouen (mairie)
- DB. - Saint-Mandé - Saint-Ouen (cimetière)
- DE. - Trocadéro - Bastille
- DF. - Étoile - Bastille
- DG. - Gare d'Austerlitz - Asnières (place Voltaire)
- EA-EN. - Le Bourget - Dugny - Drancy - Noisy-le-Sec (place Jeanne-d'Arc)
- EB. - Parc-St-Maur (gare) - Place de la Pie
- EC. - Parc-St-Maur (gare) - Créteil-Pont de Chennevières
- ED. -	Villetaneuse (mairie) - St-Denis (mairie) - La Courneuve (4-routes)
- EF. -	Stains (Jean-Jaurès) - Villeneuve-la-Garenne
- EG. - Clichy (mairie) - Trocadéro
- EH. - Vitry (gare) - Vitry (place Cavé)
- EI. - Porte de Charenton - Charentonneau (place Delalain)
- EJ. - Mairie de Clamart - Rond-Point du Petit-Clamart
- EK. - Pantin (rue Courtois) - Porte de la Villette
- EL. - St-Maur (gare de Champigny) - Cœully
- EM. - Rueil (Ville) - Chatou - Le Pecq - St-Germain
- EO. - La Courneuve - Porte de la Villette
- EP. - Nanterre (gare) - Puteaux (mairie)
- EQ. - Bourg-la-Reine - Place d'Italie
- ER. - Montreuil (carref. Th.-Sueur-Pierre-Curie) - Porte de Vincennes
- ET. - Le Parc-Saint-Maur (gare) - Créteil (église)
- EU. - Clamart-(mairie) - Porte de St-Cloud
- EV. - Marly-le-Roi - Port-Marly.
- EW. - Bois-Colombes (place de la République) - Gare de Nanterre
- EX. - Porte de Versailles - Vanves (lycée Michelet) - Porte de Versailles
- EY. - Fresnes (mairie) - Petit Chatenay
- EZ. - Argenteuil (place du 11-Novembre) - Colombes (place Galilée)
- FA. - Alfortville (cimetière) - Alfortville (mairie)
- FB. - St-Ouen (mairie) - Aubervilliers (mairie) - La Courneuve (4-routes)
- FC. - Rungis (La Belle-Epine) - Villejuif (avenue de la République)
- FD. - Orly (gare) - Choisy-le-Roi (gare)
- FE. - Thiais (cimetière parisien) - Choisy-le-Roi (gare)
- FF. - Malabry - Bourg-la-Reine
- FG. - Villetaneuse (église) - Porte de Clichy
- FH. - Champigny (cité-jardins) - Vincennes (Château)
- FI. - Fresnes (mairie) - Porte d'Orléans
- FI bis. - Chevilly-Larue - Porte d'Orléans
- FJ. - Porte d'Italie - Savigny-sur-Orge
- FK. - Montrouge (La Vache-Noire) - Porte de Sèvres - Place Balard
- FL. - Villemomble (mairie) - Noisy-le-Sec (place Jeanne-d'Arc)
- FM. - Gennevilliers (avenue Pont-d'Epinay) - Porte de Clignancourt
- FN. - Villemomble - Noisy-le-Sec - Pantin
- F0. - Petit Chatenay - Porte d'Orléans
- FP. - Le Plessis-Robinson (cité-jardins) - Porte d'Orléans
- PC. - Porte de Champerret - Porte de Vincennes - Gare d'Auteuil
- 1. - Versailles - Louvre (Cette ligne succède à l'ancienne ligne TAB de la CGO, elle-même provenant de la ligne de tramway de Sèvres à Versailles)
- 3. - Saint-Mandé (Demi-Lune) - Louvre
- 4. - Montreuil - Louvre
- 15. - Gare de Passy - Opéra
- 16. - Boulogne (Rond-Point de la Reine) - Madeleine
- 17. - Boulogne (Rond-Point de la Reine) - Opéra
- 42. - Saint-Ouen (mairie) - Madeleine
- 50-71. - La Courneuve - République
- 66. - Colombes (gare) - Porte de Clignancourt
- 70. - Saint-Denis - Porte de la Villette
- 73. - Saint-Ouen (mairie) - Porte de Neuilly
- 90-94. - Clamart (pl. Hunebelle) - Malakoff (rue des Clozeaux)
- 110 a. - La Varenne (gare) - Vincennes (château)
- 110 b. - Bonneuil (gare) - Vincennes (Château)
- 114. - La Maltournée - Bastille
- 119. - Champigny (gare) - Vincennes (Château)
- 120. - Noisy-le-Grand (mairie) - Vincennes (Château)
- 122. - Fontenay-sous-Bois (mairie) - Vincennes (Château)